# Storia dell'eugenetica
La storia dell'eugenetica è lo studio e della promozione delle idee collegate all'eugenetica in tutto il mondo. Le prime idee eugenetiche furono discusse nell'antica Grecia e nell'antica Roma. Il culmine del movimento eugenetico moderno si è realizzato tra la fine del XIX e il principio del XX secolo. Ai giorni nostri l'eugenetica continua ad essere un tema di dibattito politico e sociale.

## Storia

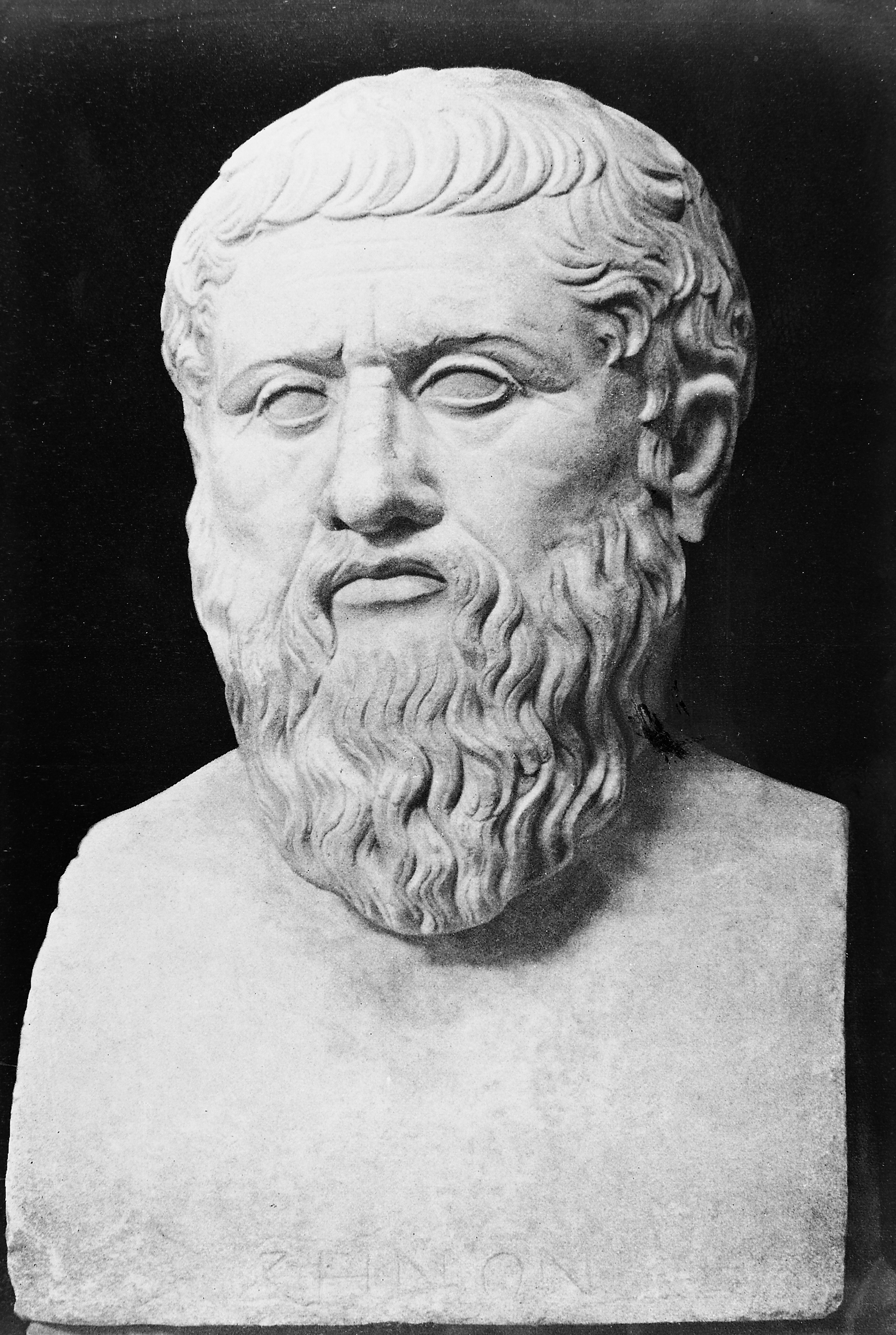
Platone credette, infine che la riproduzione umana dovesse essere monitorata e controllata dallo Stato

### Filosofie pre-galtoniane
Una prima forma di filosofia di stampo eugenetico venne spiegata in maniera diffusa da Platone il quale credette che la riproduzione umana dovesse essere monitorata e controllata dallo Stato.
Tuttavia il più alto esponente della filosofia greca comprese presto che questa forma di controllo da parte del governo non sarebbe stata prontamente accettata e propose quindi che la verità venisse nascosta al grande pubblico attraverso una "lotteria fissa". I "compagni", ne La Repubblica, sarebbero stati scelti attraverso un "numero di matrimonio" in cui la qualità dell'individuo sarebbe stata analizzata quantitativamente e le persone con un numero più elevato sarebbero state autorizzate a riprodursi con altre persone di "alto numero".
In teoria ciò avrebbe riportato a risultati prevedibili ed al miglioramento dell'intera specie umana; tuttavia Platone riconobbe il fallimento del "numero ascendente di matrimonio" poiché le persone con un'anima migliore avrebbero ancora potuto produrre figli con anime decisamente a livello più basso e carente.
Le idee di Platone potrebbero essere state uno dei primi tentativi di analizzare matematicamente l'ereditarietà genetica; fatto questo che sarà successivamente migliorato dallo sviluppo della genetica di Gregor Mendel e dalla mappatura del genoma umano.
Anche altre civiltà antiche come Atene, Sparta e successivamente Roma praticarono l'infanticidio attraverso l'esposizione e l'esecuzione come una forma arcaica di selezione di fenotipo.
A Sparta i neonati venivano ispezionati dagli anziani della città i quali ne decidevano il destino; se il figlio fosse stato ritenuto incapace di vivere nel modo in cui la polis richiedeva egli veniva solitamente esposto nell'"Apothetae" nei pressi del Monte Taigeto. Le prove a cui avrebbero dovuto essere sottoposti i neonati includevano il bagno nel vino e l'esposizione agli elementi naturali; a Sparta questo assicurava che solamente i più forti sopravvivessero e a loro volta procreassero.
Adolf Hitler considerò a suo tempo Sparta come esser stata il primo Stato "Völkisch" (vedi movimento völkisch) e del tutto similmente ad Ernst Haeckel prima di lui, lodò Sparta per la sua politica d'infanticidio selettiva, anche se i nazisti credettero che i bambini venissero apertamente fatti assassinare e non esposti al "fato".
Le Leggi delle XII tavole romane, stabilitesi all'inizio della formazione della repubblica romana, affermarono nella IV tavola che i bambini deformi dovessero essere messi a morte; inoltre i pater familias della civiltà romana ebbero sempre il pieno diritto di "scartare" i neonati a loro discrezione. Questo venne spesso compiuto facendo annegare i neonati indesiderati nelle acque del fiume Tevere. Commentando la pratica romana di eugenetica il filosofo dello stoicismo Lucio Anneo Seneca scrisse:
L'aperta pratica infanticida nell'impero romano non s'interruppe fino a quando il cristianesimo non prese il sopravvento.

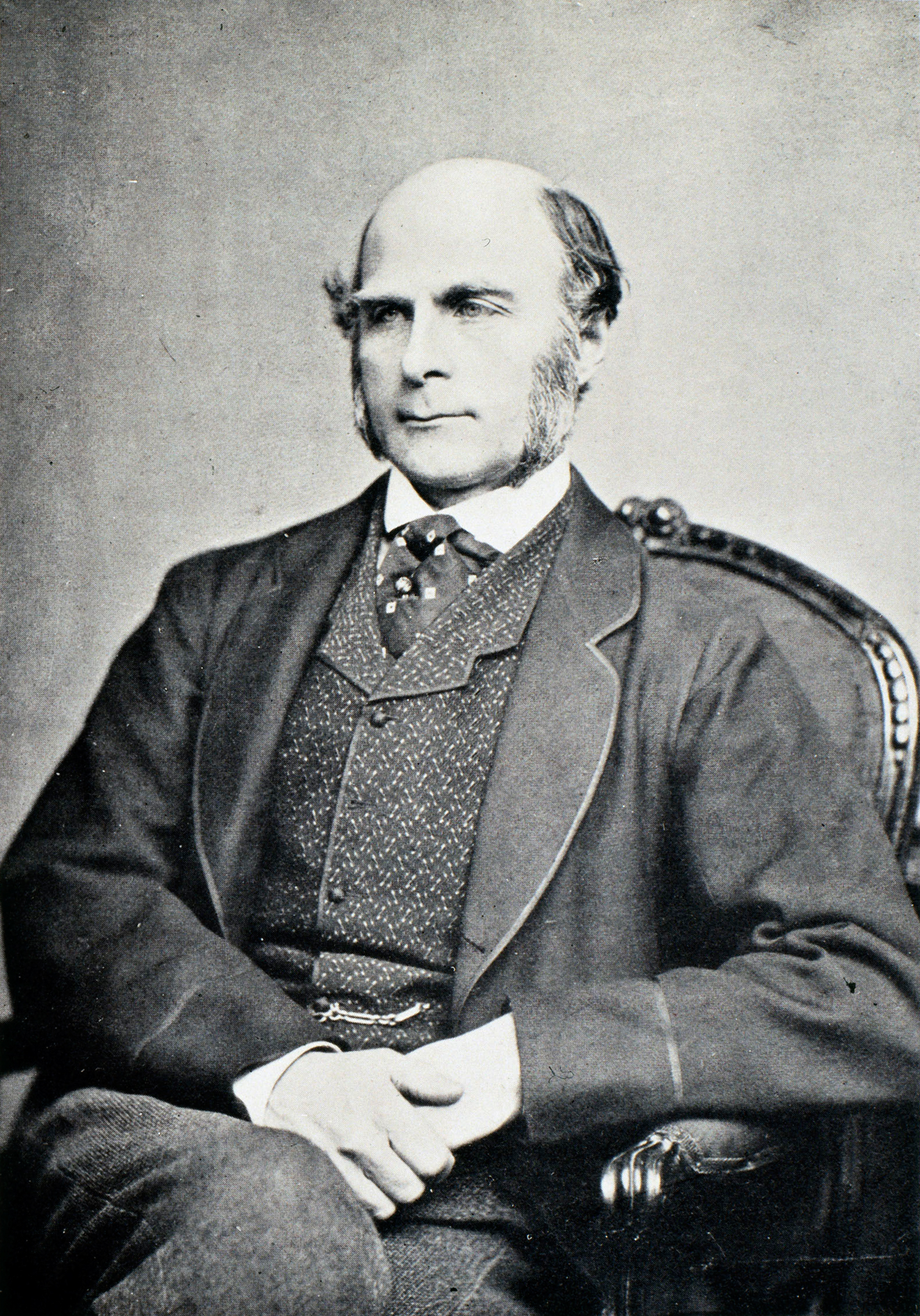
Francis Galton (1850-60 circa), inventore del termine "eugenetica" nonché esponente del razzismo scientifico, fu colui che per primo sviluppò le idee di eugenetica utilizzando statistiche sociali

### Teoria di Galton
Sir Francis Galton (1822-1911) sistematizzò queste antiche idee e pratiche secondo le nuove conoscenze sull'evoluzione dell'essere umano e degli animali forniti dalla teoria del suo mezzo cugino Charles Darwin negli anni tra il 1860 e il 1870. Dopo aver letto L'origine delle specie Galton riprese le idee di Darwin secondo cui i meccanismi della selezione naturale vengono spesso potenzialmente ostacolati dalla civiltà umana.
Egli motivò che, poiché molte società umane cercavano di proteggere le persone svantaggiate e più deboli, quelle società stesse si ritrovavano in contrasto con la selezione naturale responsabile dell'estinzione dei più deboli; secondo Galton solamente cambiando queste politiche sociali di "solidarietà a scopo innaturale" la società intera avrebbe potuto essere salvata da una "reversione verso la mediocrità". Frase quest'ultima che coniò per le sue statistiche condotte in prima persona e che in seguito è stata modificata in "regressione verso la medietà" divenuta comune.
Galton descrisse per la prima volta la propria teoria in un articolo del 1865 intitolato Talento e carattere ereditario, successivamente rielaborato ulteriormente nel suo libro Genius ereditario del 1869. Cominciò quindi a studiare il modo in cui i tratti umani intellettuali, morali e di personalità tendessero a ripresentarsi nelle stesse famiglie; gli argomenti principali studiati da Galton furono il "genio" e il "talento" nella loro qualità di tratti ereditari presenti nell'uomo (anche se né lui né Darwin svilupparono ancora un qualche modello di funzionamento di questo tipo di ereditarietà).
Egli concluse dicendo che, dal momento che si potrebbe utilizzare la selezione genealogica artificiale per esagerare certi tratti caratteristici negli animali, ci si potrebbe benissimo attendere dei risultati del tutto simili quando si volesse applicare un tale modello anche agli esseri umani. Come scrisse nell'introduzione al "Genius ereditario":
Galton affermò che i meno intelligenti erano sempre stati maggiormente fertili rispetto ai più intelligenti, ma non propose una metodologia specifica di selezione; piuttosto sperò che venisse trovata una soluzione quando le usanze sociali fossero cambiate in un modo da permettere d'incoraggiare la gente a considerare l'importanza dell'"allevamento" umano.
Per la prima volta utilizzò il termine "eugenetica" nelle sue  Inquiries into Human Faculty and Its Development del 1883, un libro in cui intendeva "toccare i vari argomenti più o meno connessi a quello della coltivazione della razza o, come si potrebbe anche chiamare, delle questioni eugenetiche". Incluse una nota a piè di pagina alla parola eugenetica, in cui specificò:
Nelle Memorie della mia vita del 1908 Galton espresse la definizione ufficiale di eugenetica: "lo studio dell'ereditarietà sotto controllo sociale che può migliorare o compromettere le qualità razziali delle generazioni future, fisicamente o mentalmente".

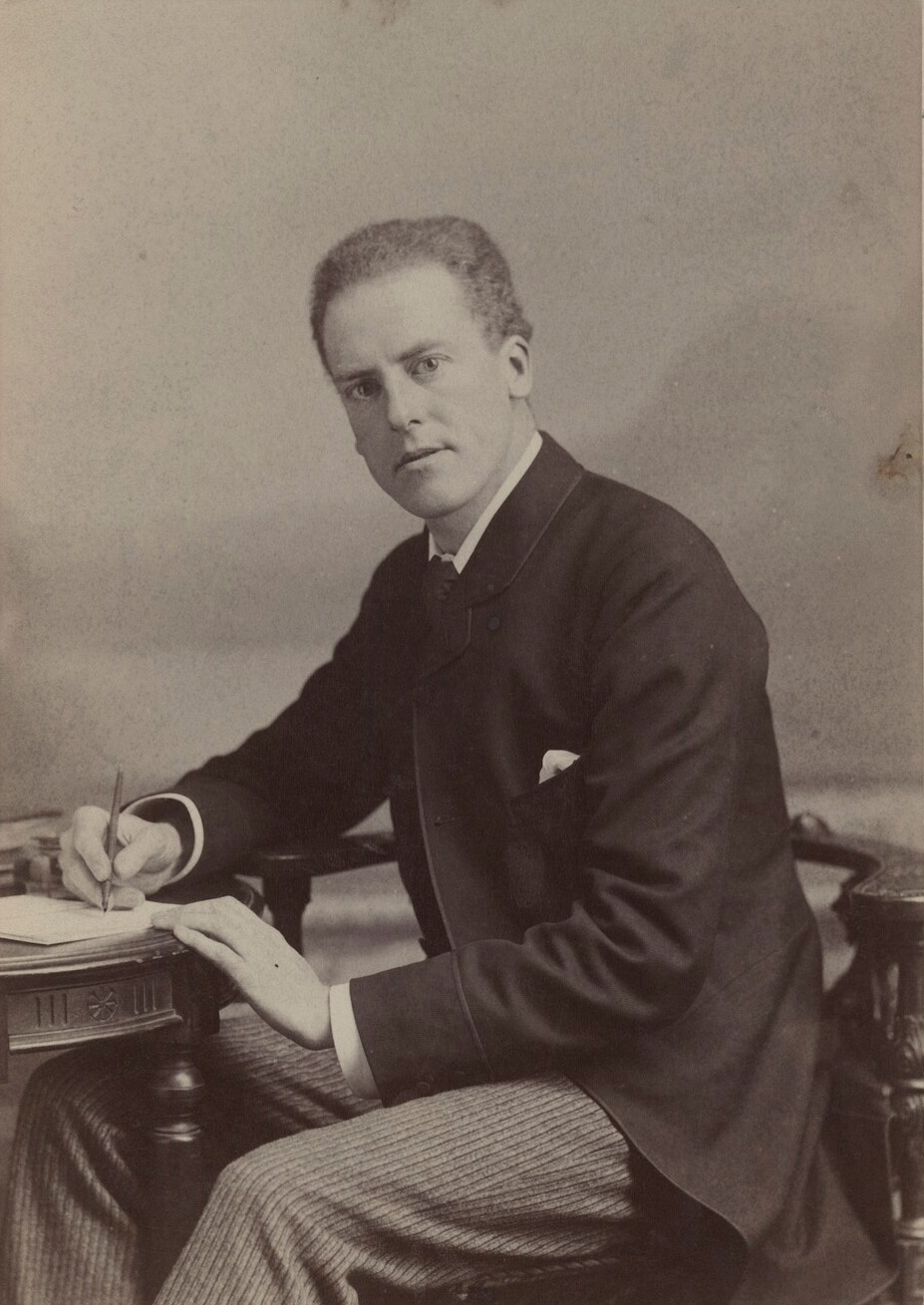
Ritratto di Karl Pearson nel 1890

Ciò venne concordato in consultazione con un comitato che includeva anche l'esperto di biometria Karl Pearson; questi fu leggermente in disaccordo con la definizione preferita di Galton espressa in una conferenza la "Società di sociologia" di nuova formazione alla London School of Economics and Political Science nel 1904: "la scienza che si occupa di tutte le influenze che migliorano le qualità nascenti di una razza, anche con quelle che possono svilupparla fino al massimo vantaggio".
Quest'ultima definizione, comprendente la cultura, l'ambiente e l'ereditarietà, venne favorita da elementi a grandi linee liberali dell'ala sinistra dell'arco ideologico che ne conseguì.
La formulazione dell'eugenetica di Galton si basò su un forte approccio statistico, influenzato pesantemente dalla "fisica sociale" di Adolphe Quetelet. A differenza di questi, tuttavia, Galton non esaltò l'"uomo medio", ma anzi lo dichiarò essere il "trionfo della mediocrità". Galton ed il suo erede statistico Pearson svilupparono quello che è stato chiamato approccio biometrico all'eugenetica il quale sviluppò nuovi e complessi modelli statistici (e successivamente esportati in settori completamente diversi) per descrivere l'ereditarietà dei tratti.
Tuttavia con la riscoperta delle leggi ereditarie di Mendel (Legge della dominanza o dell'omogeneità di fenotipo, Legge della segregazione e Legge dell'assortimento indipendente) emersero due campi separati di sostenitori eugenetici; il primo fu costituito dagli statistici, l'altro dai biologi. Gli statistici pensarono che i biologi avessero modelli matematici eccezionalmente grezzi, mentre d'altro canto i biologi pensarono che gli statistici sapessero molto poco sulla biologia.
L'eugenetica si riferì quindi alla riproduzione selettiva umana con l'intento di creare figli con i tratti maggiormente desiderabili, generalmente attraverso l'approccio che cercò di influenzare il tasso di natalità differenziale. Queste politiche vennero poi suddivise per la maggior parte in due categorie: a) l'eugenetica positiva (riproduzione di quelli che hanno maggiori caratteristiche vantaggiose ereditarie); b) eugenetica negativa (scoraggiamento della riproduzione da parte di quelli che hanno tratti ereditari percepiti come poveri o carenti).

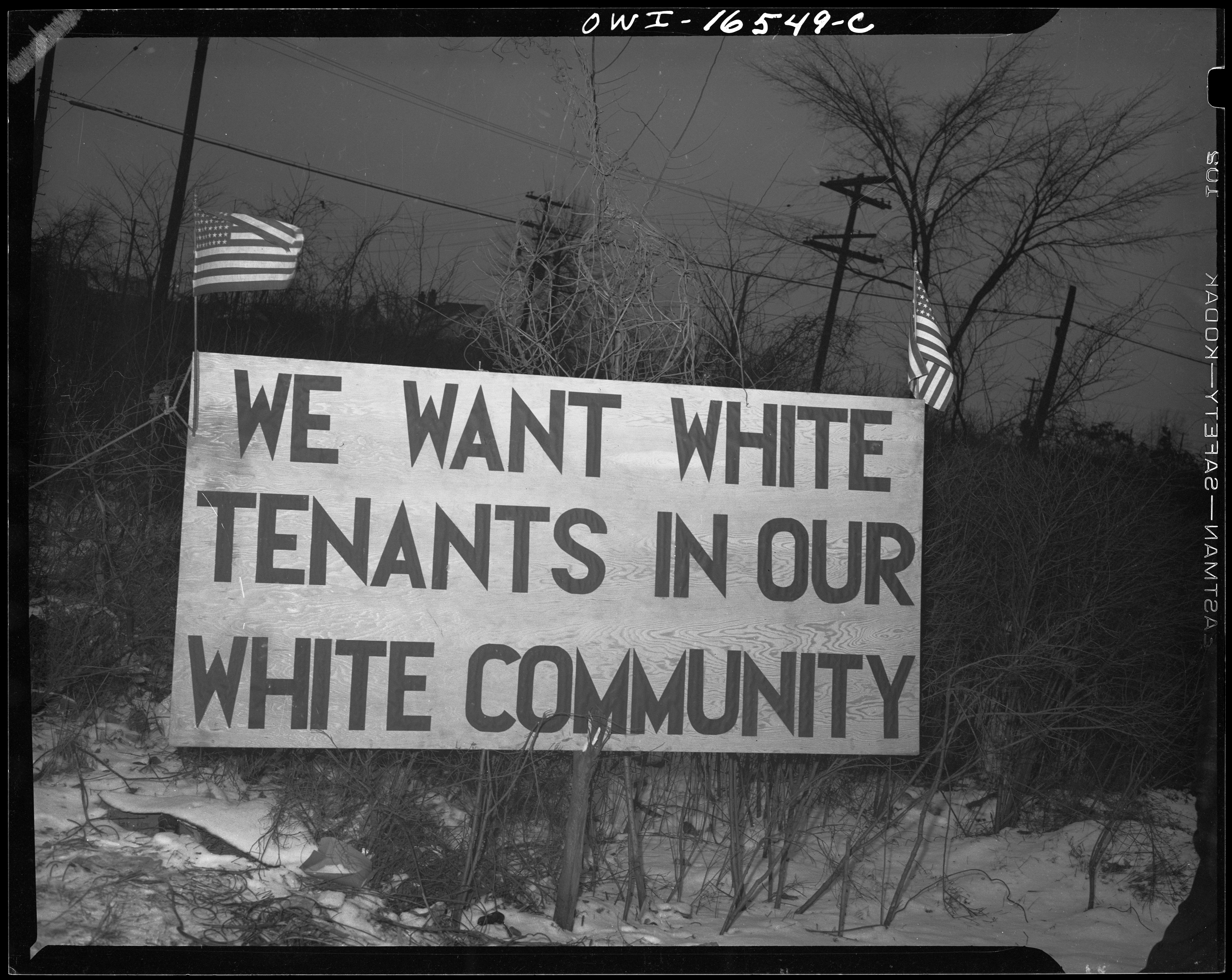
Detroit, (Michigan). Proteste davanti alle abitazioni dedicate a Sojourner Truth, un progetto di alloggi federali, con il tentativo dei vicini bianchi di impedire agli inquilini negri di spostarsi. Circondato da copie della Bandiera degli Stati Uniti d'America il cartello dice:"vogliamo gli inquilini bianchi nella nostra comunità bianca", di fronte al progetto abitativo.

Le politiche eugenetiche negative in passato spinsero a pagare quelli che si riteneva avessero dei geni cattivi per farsi sottoporre volontariamente a sterilizzazione, fino a giungere alla segregazione razziale, alle legislazioni contro la mescolanza razziale, alla sterilizzazione obbligatoria e ai tentativi di genocidio.
Le politiche eugenetiche positive assunsero generalmente la forma di premi o bonus per i genitori "maggiormente adatti" ad avere altri figli. Le pratiche relativamente innocue come la consulenza matrimoniale ebbero forti legami fin da principio con l'ideologia eugenetica. L'eugenetica si legò anche in maniera superficiale a ciò che in seguito sarebbe stato conosciuto come darwinismo sociale; mentre entrambi sostennero che l'intelligenza fosse un fattore ereditario, l'eugenetica però sottolineò il fatto che fossero necessarie nuove politiche per poter cambiare attivamente lo status quo in direzione di una società maggiormente eugenetica, mentre dal canto loro i darwinisti sociali sostennero che la società stessa avrebbe "naturalmente controllato" il problema dell'effetto disgenico (ad esempio i poveri avrebbero potuto riprodursi di più ma avrebbero anche avuto sempre un tasso di mortalità più elevato).

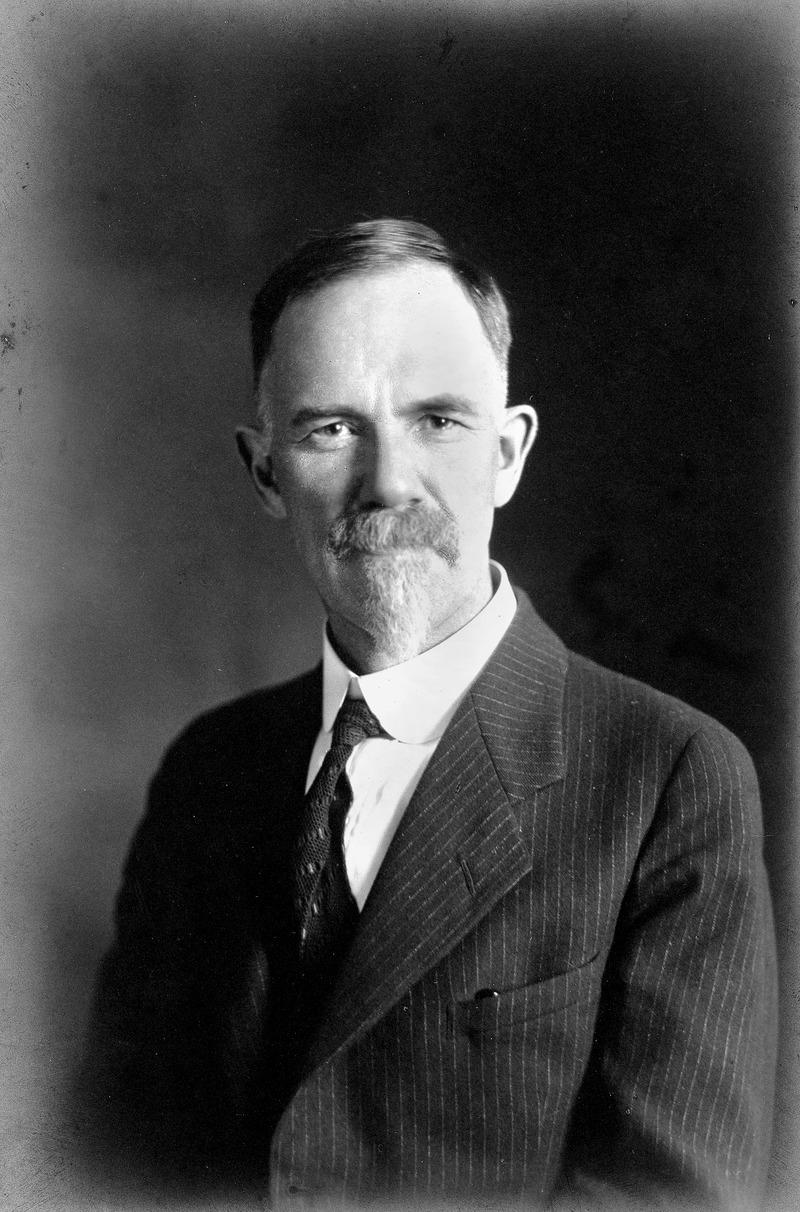
Charles Davenport nel 1929 circa

### Charles Davenport
Charles Davenport (1866-1944), uno scienziato statunitense, si distinse come uno dei più importanti eugenetici della storia; trasformò l'eugenetica da un'idea scientifica ad un movimento attivo presente in molti paesi di tutti i continenti. Davenport ottenne cospicui finanziamenti dal Carnegie Institution for Science con l'intento di stabilire le "Stazioni per l'evoluzione sperimentale" al Cold Spring Harbor Laboratory nel 1904 e dall'"Eugenics Records Office" nel 1910, che avrebbe fornito la base scientifica per ulteriori politiche eugenetiche come la sterilizzazione obbligatoria.
Divenne inoltre il primo presidente dell'"International Federation of Eugenic Organizations" (IFEO) nel 1925, un'organizzazione che rappresentò un ruolo fondamentale in tale campo. Mentre Davenport si trovava ancora a Cold Spring Harbor ricevette finanziamenti dalla sezione distaccata del Carnegie Institute di Washington, organizzazione poi nota sotto il nome di "Eugenics Record Office" (ERO); la questione cominciò a creare imbarazzo a seguito dei celebri dibattiti tra Davenport e Franz Boas.
Ma Davenport continuò ad occupare lo stesso ufficio e lo stesso indirizzo a Cold Spring Harbor, ma ora la sua organizzazione divenne nota come "Cold Spring Harbor Laboratories", che attualmente conserva gli archivi dell'"Eugenics Record Office".. Tuttavia le visioni prettamente razziste di Davenport non vennero sostenute da tutti i genetisti del Cold Spring Harbor, ad esempio se ne distanziarono Hermann Joseph Muller (futuro Premio Nobel per la medicina nel 1946), Hiram Bentley Glass ed Esther Lederberg.
Nel 1932 Davenport accolse Ernst Rüdin, psichiatra e genetista nazista, allora eminente scienziato svizzero eugenetico e razziale, come suo successore alla carica di presidente dell'IFEO. Rüdin, direttore del "Deutsche Forschungsgemeinschaft" (Istituto tedesco per la ricerca sulla psichiatria, situato a Monaco di Baviera) per la Società Kaiser Wilhelm, divenne anche cofondatore assieme al cognato Alfred Ploetz della "Società tedesca per l'igiene razziale".

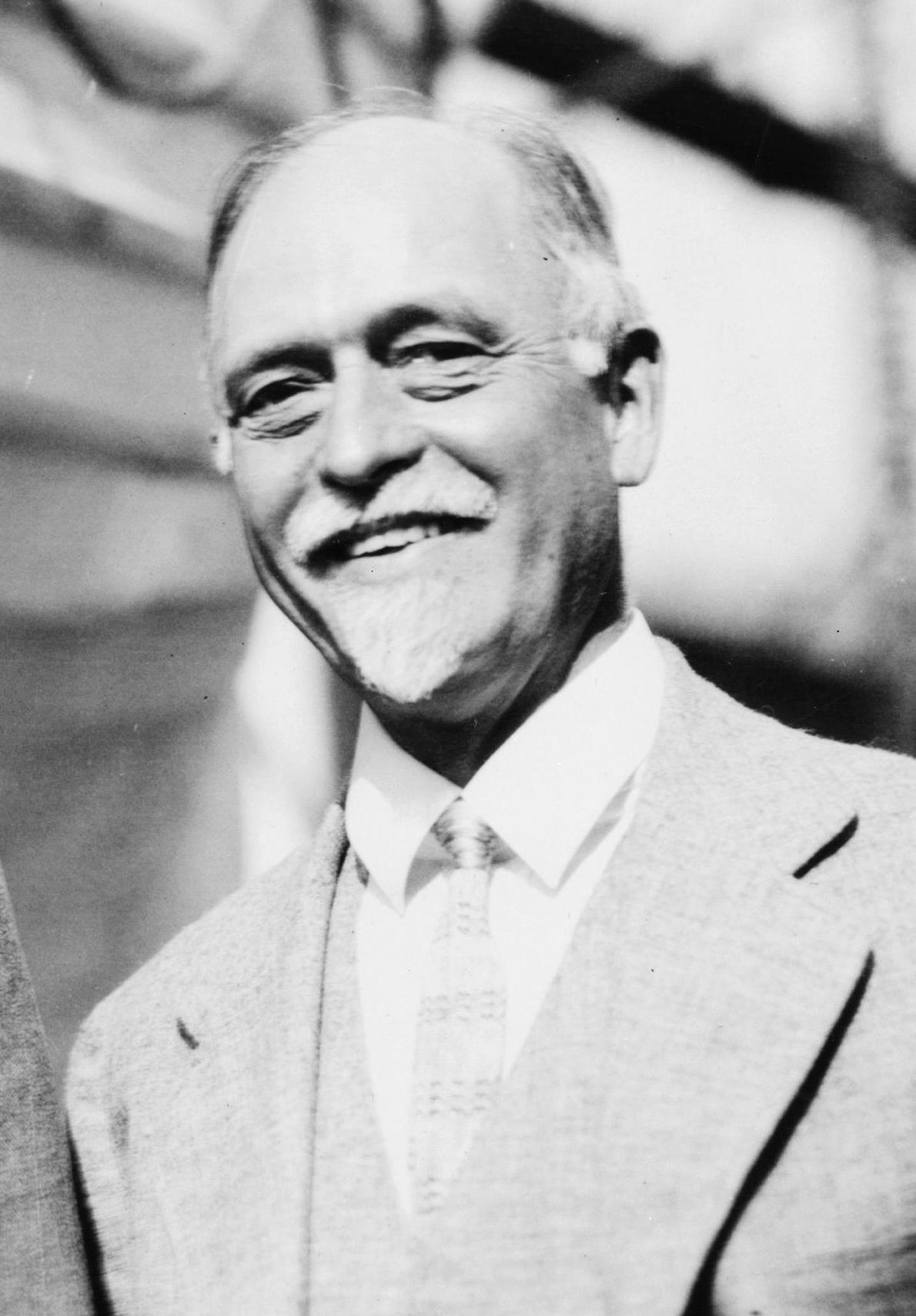
Irving Fisher nel 1927

Altre figure importanti nel campo dell'eugenetica e che vennero associate a Davenport includono lo statunitense Harry Hamilton Laughlin, lo psicologo britannico Havelock Ellis (uno dei fondatori della sessuologia e co-autore del primo manuale di medicina inglese sull'omosessualità nel 1897), l'economista e statistico statunitense Irving Fisher, il medico e antropologo tedesco Eugen Fischer (noto soprattutto per aver contribuito all'eugenetica nazista), il razzista statunitense Madison Grant, il medico statunitense Lucien Howe ed infine Margaret Sanger (una delle massime sostenitrici del movimento per il controllo delle nascite negli Stati Uniti d'America nonché fondatrice della Planned Parenthood).

La visione di Galton sulla struttura della classe sociale britannica fu la base e creò l'enfasi successiva rivolta al movimento eugenetico in Gran Bretagna

### Regno Unito
Nel settembre del 1903 un "Comitato interdipartimentale sul deterioramento fisico" presieduto da Sir William FitzRoy venne nominato dal governo "per fare un'indagine preliminare sulle affermazioni riguardanti il deterioramento di alcune classi della popolazione, come dimostra la grande percentuale di scartati per cause fisiche tra i reclutati nella British Army"; consegnò la propria relazione ad entrambi i rami del Parlamento del Regno Unito l'anno seguente.
Tra le sue raccomandazioni, provenienti dal professore scozzese Daniel John Cunningham, vi fu anche quella di svolgere un'ampia indagine di antropometria sull'intera popolazione britannica.
Nel Regno Unito l'eugenetica non ricevette mai finanziamenti statali significativi, ma venne nonostante ciò sostenuta da numerose figure importanti di diversi schieramenti politici precedentemente alla prima guerra mondiale tra cui gli economisti liberali William Beveridge e John Maynard Keynes; i socialisti del fabianesimo come l'autore irlandese George Bernard Shaw, H. G. Wells e Sidney James Webb ed infine anche dai conservatori come il futuro Primo Ministro del Regno Unito Winston Churchill e Arthur James Balfour.

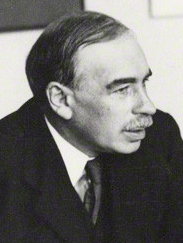
L'influente economista britannico John Maynard Keynes fu un fervente sostenitore dell'eugenetica

L'influente economista Keynes fu uno dei protagonisti dell'eugenetica britannica nella sua qualità di direttore della "British Eugenics Society"; ebbe a scrivere che l'eugenetica fosse "la più importante, significativa e, aggiungo, un vero e proprio ramo della sociologia attuale". La sua enfasi fu maggiormente rivolta sul ceto sociale piuttosto che sulla concezione di razza; difatti lo stesso Galton espresse gli identici punti di vista nel corso di una conferenza del 1901 in cui suddivise la società britannica in gruppi. Tali raggruppamenti vennero mostrati dai numeri indicanti le percentuali della società rientranti in ogni gruppo ed il loro "valore genetico" percepito.
Galton suggerì che l'eugenetica negativa (cioè il tentativo di impedire agli "inadatti" di avere figli) avrebbe dovuto essere applicata solo ai membri del gruppo sociale più basso (gli "indesiderabili"), mentre l'eugenetica positiva avrebbe dovuto essere applicata alle classi superiori; purtuttavia sembrò apprezzare il valore della classe lavoratrice (il proletariato) per il suo contributo sociale dato attraverso il lavoro di fabbrica.
Nel 1913 la proposta di una "Mental Deficiency Act" richiese, tra le altre cose, una segregazione di massa dei "deboli di spirito" dal resto della società. I programmi di sterilizzazione non furono mai legalizzati, anche se alcuni di questi vennero lo stesso eseguiti in privato per i malti mentali da parte di medici favorevoli alla diffusione di un piano eugenetico; difatti i sostenitori dell'eugenetica spostarono il loro gruppo di pressione in Parlamento dalla sterilizzazione forzata a quella volontaria, nella speranza che così facendo potessero ottenere più facilmente un qualche riconoscimento legale.
Ma il permesso concesso al parlamentare del Partito Laburista Archibald Church di proporre una legge in questo senso (la "Private member's bill") nel 1931, che avrebbe legalizzato l'operazione per la sterilizzazione volontaria, venne alla fine respinta con 167 voti contro 89. La scarsa popolarità dell'eugenetica in terra britannica fu anche un riflesso del fatto che solamente due università istituirono dei corsi in questo campo, l'University College (Londra) (UCL) e l'università di Liverpool.
Il "Galton Institute", affiliato alla UCL, venne diretto dal protetto di Galton Karl Pearson.

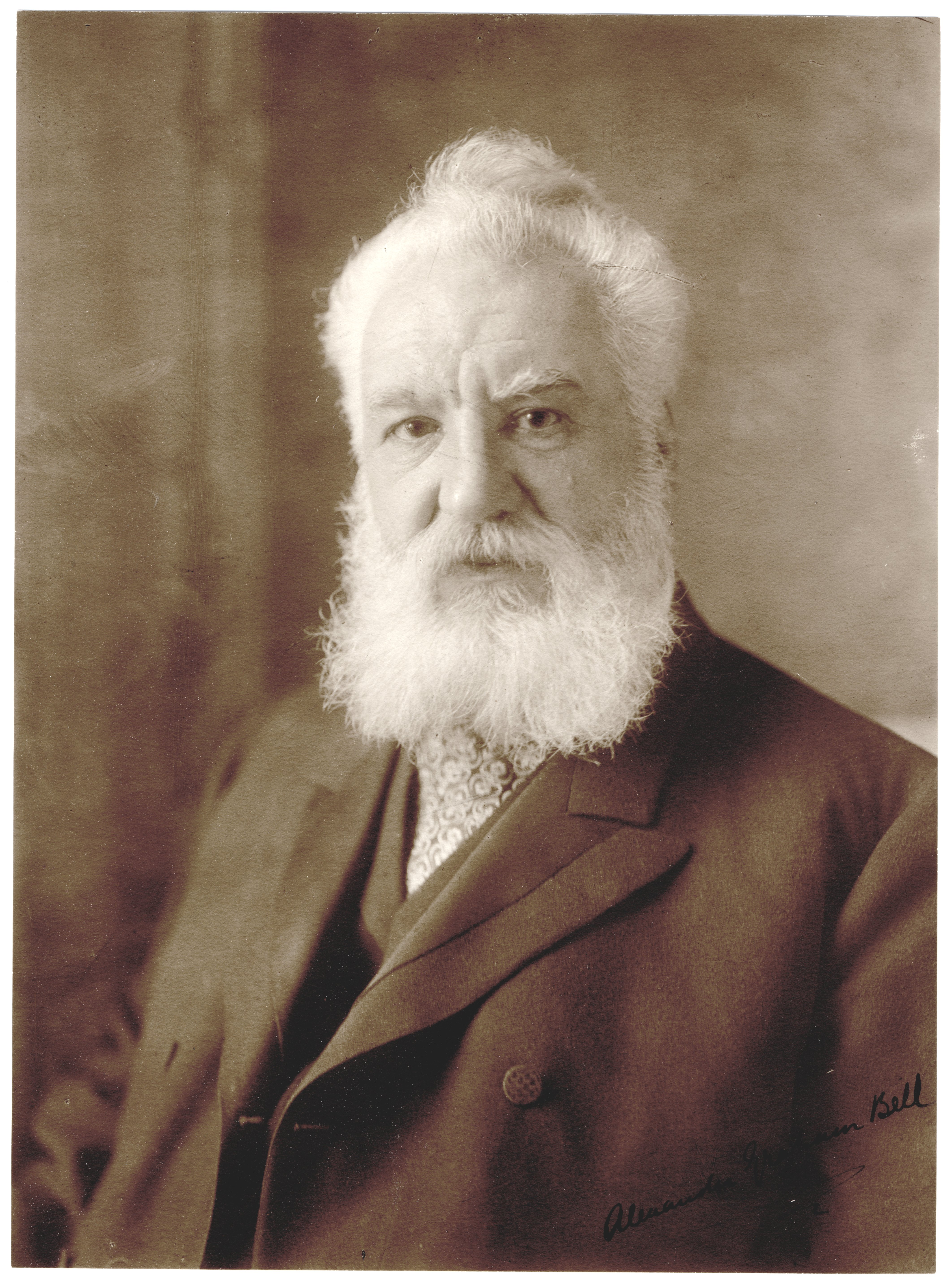
Alexander Graham Bell

### Stati Uniti
Uno dei primi assidui sostenitori moderni dell'eugenetica (prima ancora che fosse etichettata come tale) fu lo scienziato di origini scozzesi Alexander Graham Bell. Nel 1881 egli esaminò il tasso di sordità presente nell'isola Martha's Vineyard in Massachusetts; da questa sua indagine concluse che la sordità fosse di natura ereditaria e, osservando che i genitori sordi congeniti avevano maggiori probabilità di avere a loro volta dei figli sordi, suggerì in modo provvisorio che le coppie in cui entrambi i membri risultavano essere sordi non avrebbero dovuto sposarsi. Questo lo proclamò nel suo discorso intitolato Memoir upon the formation of a deaf variety of the human race e presentato all'Accademia nazionale delle scienze il 13 novembre del 1883.
Tuttavia fu eminentemente il suo hobby di allevatore di bestiame che lo condusse alla nomina alla "Commissione biologica per l'eugenetica" di David Starr Jordan, con i migliori auguri ed auspici da parte dell'"Associazione degli allevatori americani"; il comitato estese inequivocabilmente i propri principi anche all'essere umano.
Un altro scienziato considerato come uno dei padri del movimento eugenetico statunitense fu il succitato Davenport. Nel 1904 egli riuscì ad assicurarsi i finanziamenti per la sua "Station for Experimental Evolution", in seguito rinominato "Carnegie Department of Genetics"; fu anche intorno a questo stesso periodo che Davenport divenne attivamente coinvolto con l'"Associazione degli allevatori americani". Questo suo lavoro in mezzo ai bovini portò alla prima opera eugenetica di Davenport, intitolata "La scienza del miglioramento umano da un migliore allevamento, uno dei primi documenti testuali che collegano l'allevamento del bestiame all'ereditarietà umana.
Davenport successivamente istituì un "Ufficio di registrazione eugenetica", raccogliendo centinaia di migliaia di storie e referti medici statunitensi, che molti non mancarono di considerare un archivio razzista e anti-immigrazione. Davenport e sue opinioni furono sostenute e supportate nel "Cold Spring Harbor Laboratory" fino al 1963, quando le sue idee cominciarono ad essere stigmatizzate.
Con l'avanzamento del progresso scientifico nel corso del XX secolo i ricercatori interessati ai disturbi mentali di origine familiare condussero tutta una serie di studi per documentare l'ereditarietà di tali malattie, come ad esempio la schizofrenia, il disturbo bipolare e il disturbo depressivo; i loro risultati vennero utilizzati dal movimento eugenetico come prova della sua buona causa. Le principali leggi degli stati federati degli Stati Uniti d'America volte a vietare il matrimonio e forzare la sterilizzazione dei malati mentali - al fine di impedire il passaggio della malattia alla generazione seguente - vennero promulgate tra il tardo XIX secolo e gli inizi del XX.
Tali leggi furono sostenute dalla Corte suprema degli Stati Uniti d'America nel 1927 e non sono state abolite fino a metà inoltrata del XX secolo; nel complesso più di 60 000 americani furono sterilizzati.
Nel 1907 l'Indiana divenne il primo - su più di trenta stati - ad adottare una normativa volta alla sterilizzazione obbligatoria di determinati individui; anche se la legge fu annullata nel 1921, la Corte suprema sostenne nel 1926 la costituzionalità di una legge simile (la "Virginia Sterilization Act of 1924") emessa dalla Virginia la quale consentiva la sterilizzazione obbligatoria dei pazienti degli ospedali psichiatrici statali.
A partire dal Connecticut nel 1896 molti stati adottarono leggi matrimoniali con criteri eugenetici, che vietavano a chiunque fosse "epilettico, imbecille o di debole costituzione" di sposarsi. Nel 1898 il biologo Davenport iniziò il suo lavoro come direttore di una stazione di ricerca biologica con sede a Cold Spring Harbor, dove sperimentò la sua propria teoria dell'evoluzionismo nelle piante e tra gli animali. Nel 1904 riuscì a fondare la "Stazione per l'Evoluzione Sperimentale"; mentre l'"Ufficio di registrazione Eugenetica (ERO) venne aperto nel 1910, il tutto mentre Davenport assieme a Laughlin cominciarono a promuovere l'eugenetica.
L'"Immigration Restriction League" (fondata nel 1894) fu la prima entità statunitense associata ufficialmente con l'eugenetica. La lega cercò di impedire a coloro che riteneva "non geneticamente adatti" ed appartenenti a determinate "razze" di entrare negli Stati Uniti d'America, che avrebbero diluito attraverso la procreazione quella che essa considerava essere come la razza bianca superiore.
Le sue forti pressioni fatte per istituire un test di alfabetizzazione per gli immigrati, basato sulla convinzione che il tasso di alfabetizzazione fosse notevolmente più basso tra le "razze inferiori", trovarono buona accoglienza. I risultati dei test di alfabetizzazione furono vantati dal presidente degli Stati Uniti d'America nel 1897, nel 1913 e nel 1915; alla fine il veto posto dal presidente Thomas Woodrow Wilson venne respinto dal Congresso degli Stati Uniti d'America nel 1917.

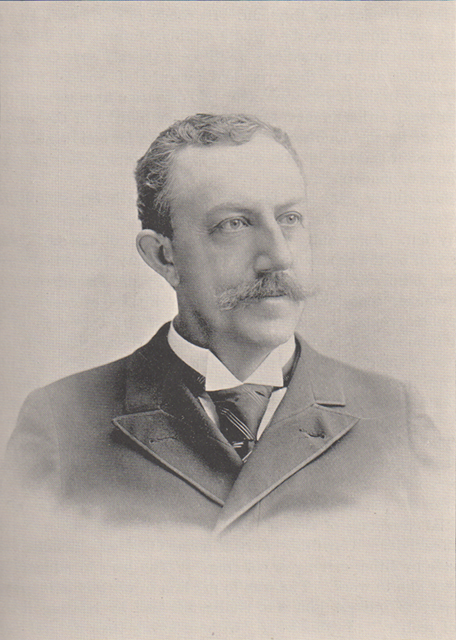
David Starr Jordan (qui nel 1894), presidente del comitato eugenetico statunitense

Tra gli esponenti di maggior rilievo della lega vi furono Abbott Lawrence Lowell (presidente dell'università di Harvard), William De Witt Hyde (presidente del Bowdoin College) James T. Young (direttore della Wharton School of the University of Pennsylvania e David Starr Jordan (presidente dell'Università di Stanford). La lega si alleò con l'"American Genetic Association" (AGA) per guadagnarsi influenza tra l'opinione pubblica e poter così meglio perseguire i propri obiettivi; nel 1909 istituì un comitato eugenetico presieduto da [D.S. Jordan con, tra i suoi membri, Charles Davenport, Alexander Graham Bell, l'esperto di entomologia Vernon Lyman Kellogg, lo studioso di botanica Luther Burbank, il genetista William Earnest Castle, il professore di psichiatria svizzero Adolf Meyer, l'esperto di fisiologia vegetale Herbert John Webber ed infine Friedrich Woods.
La commissione per la legislazione in materia d'immigrazione dell'AGA costituita nel 1911 e guidata dal fondatore della lega Prescott F. Hall formalizzò il rapporto - già forte - della commissione con l'"Immigration Restriction League".

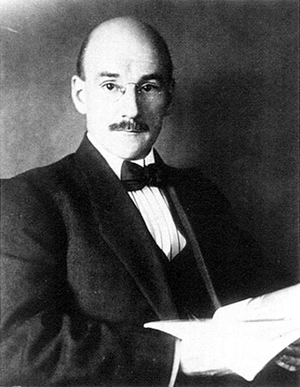
Lo psicologo statunitense Henry Herbert Goddard (qui nel 1910 circa) applicò nel 1908 il test sul quoziente d'intelligenza agli immigrati in arrivo, giungendo alla conclusione che l'87% dei russi, 83% degli ebrei, l'80% degli ungheresi e il 79% degli italiani fossero mentalmente deboli, con tendenze criminaloidi e con un'età mentale inferiore ai 12 anni

Nel corso degli anni a venire l'ERO raccolse una serie di genealogie familiari concludendo che chi era "inadatto" proveniva da sfondi socio-familiari economicamente poveri e degradati. Gli eugenetici come Davenport, lo psicologo Henry Herbert Goddard e il conservatore Madison Grant (tutti molto rispettati a quel tempo) cominciarono - tramite il loro gruppo di pressione - a teorizzare diverse soluzioni possibili al "problema degli inadatti": Davenport favorì la restrizione dell'immigrazione e la sterilizzazione degli immigrati come metodi primari, mentre Goddard favorì la segregazione razziale negli Stati Uniti d'America nel suo libro del 1921 intitolato The Kallikak Family, Grant appoggiò tutte le proposte già fatte aggiungendovi l'ipotesi ulteriore dello sterminio.
Nel 1908 il succitato psicologo statunitense H.H. Goddard (1866-1957) tradusse il test d'intelligenza creato da Alfred Binet dal francese e nel 1912 iniziò ad applicarlo agli immigrati in arrivo a Ellis Island. Alcuni hanno sostenuto che in uno di questi studi sugli immigrati Goddard giunse alla conclusione che l'87% dei russi, 83% degli ebrei, l'80% degli ungheresi e il 79% degli italiani fossero mentalmente deboli, con tendenze criminaloidi e con un'età mentale inferiore ai 12 anni.
Anche se la loro metodologia e i metodi di ricerca sono oggi intesi come altamente difettosi, al momento ciò venne visto come una ricerca scientifica del tutto legittima e rispettabile. Essa ebbe però anche dei detrattori, in particolare Thomas Hunt Morgan (futuro Premio Nobel per la medicina nel 1933) il quale fu uno dei pochi mendeliani a criticare esplicitamente l'eugenetica, sebbene la maggior parte di essi si concentrasse maggiormente su quello che considerava la cruda metodologia degli eugenetici e la caratterizzazione di quasi tutte le caratteristiche umane come ereditarie, piuttosto che soffermarsi sull'idea stessa di eugenetica.
Alcuni degli Stati federati degli Stati Uniti d'America sterilizzarono gli "imbecilli" per gran parte del XX secolo, La Corte suprema degli Stati Uniti d'America stabilì nel caso "Buck v. Bell" del 1927 che lo Stato della Virginia aveva tutto il diritto di far sterilizzare gli individui affetti da ritardo mentale, questo secondo la sua legge di tre anni prima. L'epoca più significativa della sterilizzazione eugenetica fu tra il 1907 e il 1963, quando più di 64 000 individui subirono la sterilizzazione obbligatoria secondo la legislazione eugenetica presente negli Stati Uniti.

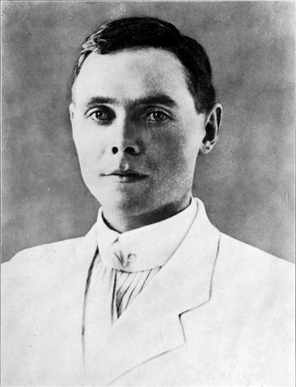
Il biologo statunitense Paul Popenoe nel 1915 circa

Una relazione favorevole sui risultati della sterilizzazione in California, lo Stato di gran lunga con il più alto numero di sterilizzazioni, venne pubblicato in forma di libro dal biologo Paul Popenoe ed il quale venne ampiamente citato dal governo della Germania nazista come prova che i programmi di sterilizzazione eseguiti su ampia scala fossero fattibili e perfettamente in linea con il concetto di "umanità". Una tale legislazione venne approvata negli Stati Uniti a causa della diffusa e pubblica accettazione del movimento eugenetico, guidato per la maggior parte dagli sforzi dei riformatori progressisti.
Oltre 19 milioni di persone parteciparono all'Esposizione internazionale Panama-Pacifico di San Francisco (1915) aperta per 10 mesi dal 20 febbraio al 4 dicembre; questa fu una fiera dedicata ad esaltare le virtù di una nazione in rapida evoluzione, con sviluppi innovativi nel campo della scienza, dell'agricoltura, della produzione e della tecnologia.
Uno dei soggetti che ricevette una gran quantità di tempo e di spazio fu quello degli sviluppi riguardanti la salute e le malattie, in particolar modo le aree della medicina tropicale e del "miglioramento della razza"; la medicina tropicale è lo studio combinato di batteriologia, parassitologia e entomologia, mentre il miglioramento razziale riguardava gli studi eugenetici. Avendo così strettamente intrecciato queste due aree sembrò che entrambe fossero state classificate nel tema principale della fiera, nella loro qualità di avanzamento della civiltà occidentale. Per l'opinione pubblica le due aree di studio apparentemente contraddittorie vennero entrambe rappresentate sotto la bandiera del miglioramento e del progresso sociale; facendole sembrare come plausibili corsi d'azione per ottenere una società americana migliore.
Lo Stato californiano fu all'avanguardia del movimento eugenetico americano; esso eseguì circa 20 000 sterilizzazioni a livello nazionale dal 1909 fino agli sessanta inoltrati. Nel 1910 vi fu un'ampia e dinamica rete di scienziati, riformatori e professionisti impegnati in progetti nazionali di eugenetica i quali promossero attivamente una legislazione in tal senso. L'"American Genetic Association" fu il primo ampio gruppo di eugenetici statunitensi, fondato nel 1906 sotto la direzione del biologo Davenport, si formò specificamente per "indagare e segnalare l'eredità nella razza umana, sottolineare il valore del sangue superiore e la minaccia rivolta alla società dal sangue inferiore. Tra i membri illustri vi furono il professore Alexander Graham Bell, il naturalista David Starr Jordan e il botanico Luther Burbank.

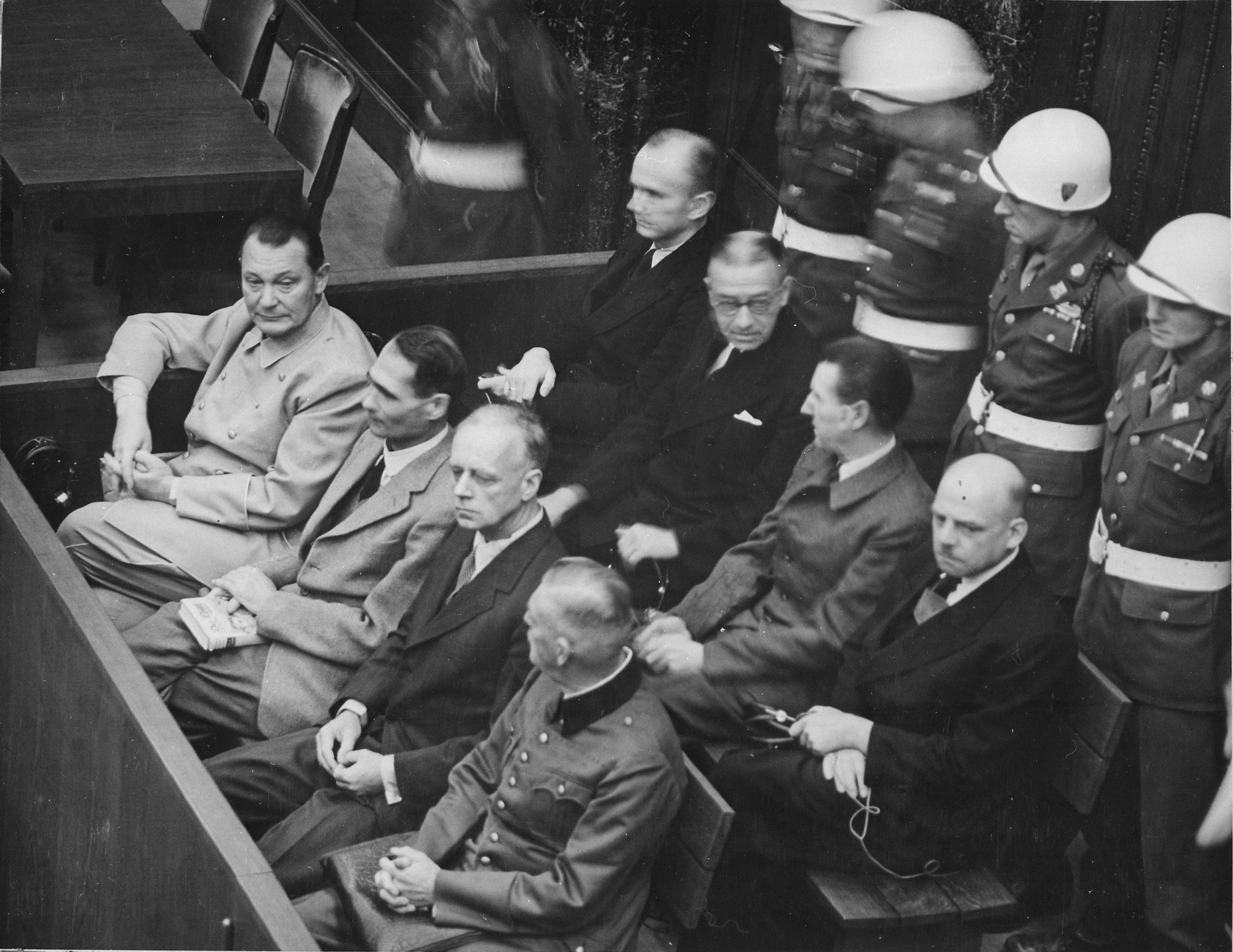
Imputati alla sbarra. Prima fila, da sinistra: Hermann Göring, Rudolf Hess, Joachim von Ribbentrop, Wilhelm Keitel. Seconda fila, da sinistra: Karl Dönitz, Erich Raeder, Baldur von Schirach, Fritz Sauckel. Si giustificarono affermando che avevano semplicemente messo in pratica le teorie eugenetiche statunitensi.

Quando i gerarchi nazisti vennero processati per crimini di guerra al processo di Norimberga dopo la seconda guerra mondiale, tentarono di giustificare le sterilizzazioni di massa (oltre 450.000 in meno di un decennio) citando gli Stati Uniti come loro fonte d'ispirazione. Stefan Kühl's work, The Nazi connection: Eugenics, American racism, and German National Socialism (New York: Oxford University Press, 1994), viene considerato il lavoro scientifico standard sul tema. I nazisti affermarono quindi che gli eugenetici americani ispirarono e sostennero le leggi razziali naziste e la politica razziale nella Germania nazista e che non riuscivano a capire quindi la connessione tra queste politiche e l'eventuale accusa di genocidio (l'Olocausto).
L'idea di "genio" e di "talento" venne molto seriamente considerata anche da William Graham Sumner, fondatore dell'"American Sociological Society" (ai giorni nostri chiamata "American Sociological Association" (ASA); egli sostenne che se il governo non si fosse immischiato attraverso la politica sociale, presto una classe naturale di geni sarebbe salita fino al vertice del sistema, seguita immediatamente dopo da una classe di talento: la maggior parte del resto della società si sarebbe invece inserita nella classe della mediocrità. Coloro che fossero stati considerati difettosi (mentalmente ritardati, disabili ecc.) avrebbero solamente avuto un effetto negativo sul progresso sociale - consumando inutilmente risorse necessarie - Avrebbero pertanto dovuto essere completamente abbandonati; mentre quelli appartenenti alla "classe dei delinquenti" (criminali, devianti ecc.) avrebbero dovuto invece essere completamente eliminati dalla società.
     Mai promulgate
     Prima del 1887
     Tra il 1948 e il 1967
     12 Giugno 1967

Stati Uniti d'America, data di abrogazione delle leggi contro la mescolanza razziale:
Mai promulgate
Prima del 1887
Tra il 1948 e il 1967
12 Giugno 1967

Furono tuttavia applicati i metodi di eugenetica anche per formulare definizioni maggiormente restrittive della "purezza razziale bianca" nelle leggi statali già esistenti le quali vietavano il matrimonio interrazziale: le cosiddette leggi contro la mescolanza razziale. L'esempio più famoso dell'influenza eugenetica con la sua enfasi posta su una stretta segregazione razziale negli Stati Uniti d'America, come legge anti-mescolanza, fu quella promulgata dallo Stato della Virginia sull'"integrità della razza" ("Racial Integrity Act of 1924"). La Corte suprema rovesciò una tale legislazione solamente nel 1967 nel caso "Loving contro Virginia" dichiarando fondamentalmente anticostituzionali tutte le leggi contro la mescolanza razziale.
Con la promulgazione dell'"Immigration Act of 1924" per la prima volta gli eugenetici svolsero un ruolo importante nel dibattio del Congresso degli Stati Uniti d'America in qualità di consulenti esperti nei riguardi della minaccia costituita dai gruppi razziali inferiori provenienti dall'Europa orientale e dall'Europa meridionale.
Mentre gli eugenetici sostennero in massa la misura anti-immigrazione, tra i sostenitori più importanti vi furono anche i leader del sindacato come Samuel Gompers. La nuova normativa, ispirata dalla credenza eugenetica sulla superiorità razziale degli americani bianchi "originali" ed in quanto tali membri a pieno diritto della "razza nordica" (una forma di suprematismo del potere bianco) rafforzò la posizione delle leggi già in vigore che vietavano la mescolanza tra razze differenti.
Le considerazioni eugenetiche si imposero anche nell'adozione di leggi contro l'incesto in gran parte degli Stati Uniti e vennero utilizzate per giustificare molte delle normative anti-mescolanza.
Stephen Jay Gould ha affermato che le restrizioni sull'immigrazione passate negli Stati Uniti durante gli anni venti (e revisionate nel 1965 con l'"Immigration and Nationality Act of 1965") furono motivate da obiettivi eminentemente eugenetici. All'inizio del XX secolo gli Stati Uniti e il Canada cominciarono a ricevere un numero molto più elevato di immigrati provenienti dall'America Latina e dall'Asia; si sostenne che questo fatto mise in allarme i due paesi e che perciò si crearono leggi che produssero una gerarchia di nazionalità, classificando i popoli anglosassoni e quelli di "razza nordica" molto più desiderabili degli immigrati cinesi e giapponesi; a questi ultimi venne quasi completamente negato l'ingresso.
Nonostante ciò molte personalità di rilievo nella ricerca sul quoziente d'intelligenza, in particolare Franz Samelson, Mark Snyderman e Richard Herrnstein sostennero che, sulla base del loro esame delle registrazioni dei dibattiti congressuali sulla politica dell'immigrazione il congresso praticamente non considerò questi fattori. Secondo questi autori le restrizioni furono motivate principalmente dal desiderio di mantenere l'integrità culturale del paese contro il forte afflusso di stranieri.
Negli USA i sostenitori dell'eugenetica compresero anche il 26º presidente degli Stati Uniti d'America Theodore Roosevelt (in carica dal 1901 al 1909). La ricerca venne finanziata da diverse associazioni di filantropia e svolta presso prestigiose unicersità; venne anche insegnata nelle scuole medie e superiori.

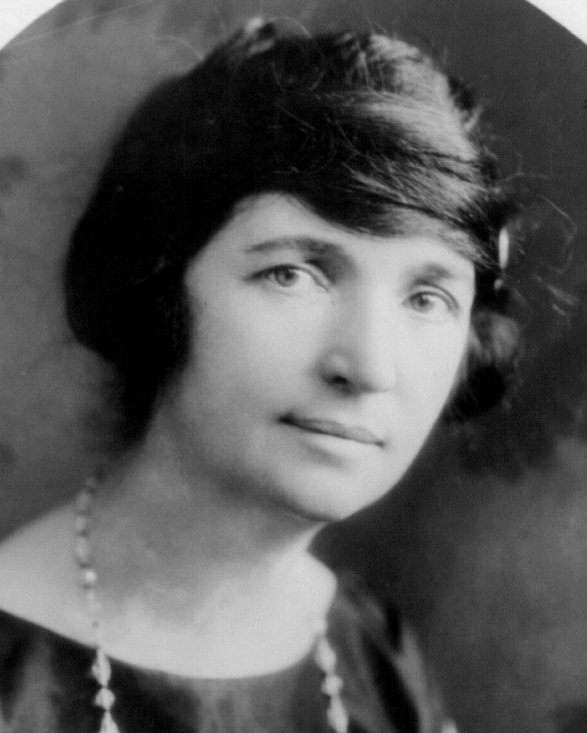
Margaret Sanger, paladina dei diritti riproduttivi, fondò la Planned Parenthood per sollecitare la legalizzazione della contraccezione per le donne povere e per quelle immigrate

Margaret Sanger, paladina dei diritti riproduttivi, fondò la Planned Parenthood per sollecitare la legalizzazione della contraccezione per le donne povere e per quelle immigrate. In questo periodo l'eugenetica venne promossa da alcuni noti scienziati progressisti come applicazione naturale delle conoscenze sull'"allevamento nell'ambito dell'arena della vita umana". Prima della realizzazione dei campi di sterminio nel corso della seconda guerra mondiale l'idea che l'eugenetica avrebbe potuto condurre al genocidio non venne mai presa in seria considerazione dall'americano medio.

### Australia

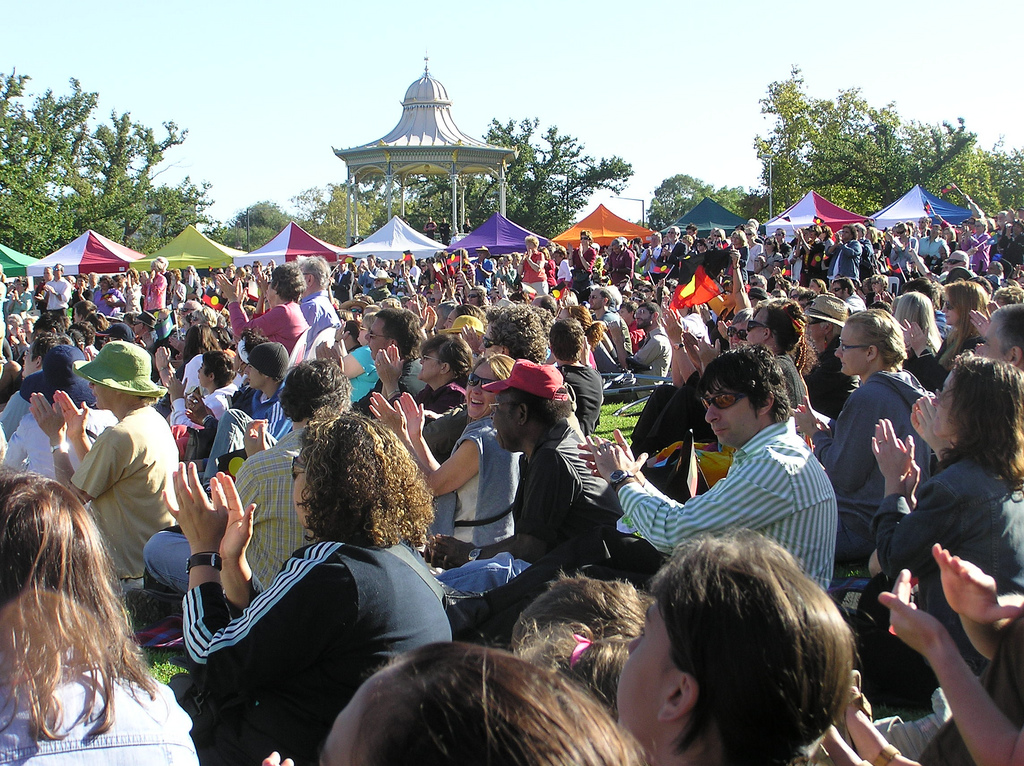
Manifestazione ad Adelaide in memoria della generazione rubata

La politica di separare i bambini aborigeni australiani di razza mista dai loro genitori emerse da un parere basato sulla teoria dell'eugenetica alla fine del XIX secolo e all'inizio del XX che voleva l'aborigeno delle tribù "pieno di sangue" come non essere in grado di sostenere se stesso e condannato pertanto ad un'inevitabile estinzione; in quel momento un numero enorme di aborigeni stava morendo, a causa principalmente delle malattie trasmessegli dai coloni europei.
Un'ideologia frequente del tempo ritenne che l'umanità avrebbe potuto essere suddivisa in una gerarchia di civilizzazione; quest'idea ritenne che gli occidentali dell'Europa settentrionale fossero superiori nella civiltà e che gli aborigeni fossero invece inferiori. Secondo quest'opinione il crescente numero di bambini di discendenza mista in Australia, etichettati come di "mezza-casta" (o in alternativa "incroci", un quarto o un ottavo neri), avrebbero dovuto essere allevati all'interno delle rispettive comunità, bianche o nere, secondo la loro parentela genetica dominante.
Nella prima metà del XX secolo ciò portò a politiche e a legislazioni che condussero all'allontanamento e al trasferimento dei bambini dalle loro tribù di origine. Lo scopo dichiarato fu quello di assimilazione culturale per le persone di discendenza mista all'interno della società australiana contemporanea. In tutti gli Stati e territori una tale legislazione venne fatta approvare nel corso dei primi anni del XX secolo; essa conferi agli aborigeni protezione e tutela nei diritti di custodia dei figli fino all'età di 16 o di 21 anni.
I poliziotti o altri agenti statali (come gli stessi ufficiali di tutela degli aborigeni) ebbero però la possibilità di individuare e far trasferire bambini e bambine di origine mista dalle loro comunità in istituzioni pubbliche. In questi stati e territori australiani nei primi decenni del XX secolo vennero create istituzioni (sia governative sia missionarie) per l'accoglienza di questi bambini strappati con la forza alle loro famiglie. La pellicola del 2002 intitolata La generazione rubata raffigura una storia vera di questo sistema e le tristi e difficili conseguenze nel tentativo di superarla.
Nel 1922 Auber Octavius Neville venne nominato come secondo "Chief Protector of Aborigines" nello Stato dell'Australia Occidentale. Durante il quarto trimestre successivo egli presiedette la politica ormai nota di assimilazione che portava via i figli aborigeni di razza mista dai loro genitori.
Neville credette che l'"assorbimento biologico" fosse la chiave di volta per "elevare la razza nativa". Parlando davanti alla "Moseley Royal Commission" la quale investigò sull'amministrazione degli aborigeni nel 1934, difese le politiche d'insediamento forzato, l'allontanamento dei figli dai genitori, la sorveglianza, la disciplina e la pena eventuale nei loro confronti, sostenendo che essi "devono essere protetti contro se stessi, non possono rimanere inerti lasciandoli come sono: il punto doloroso richiede l'applicazione del coltello del chirurgo per il bene del paziente e probabilmente contro la volontà del paziente".
Fino ai suoi anni tardi Neville continuò a promuovere attivamente la sua politica; verso la fine della sua carriera nella pubblica amministrazione pubblicò Australia's Coloured Minority, un testo che descrive accuratamente il suo piano per l'assorbimento biologico degli aborigeni all'interno dell'Australia bianca.

### Brasile

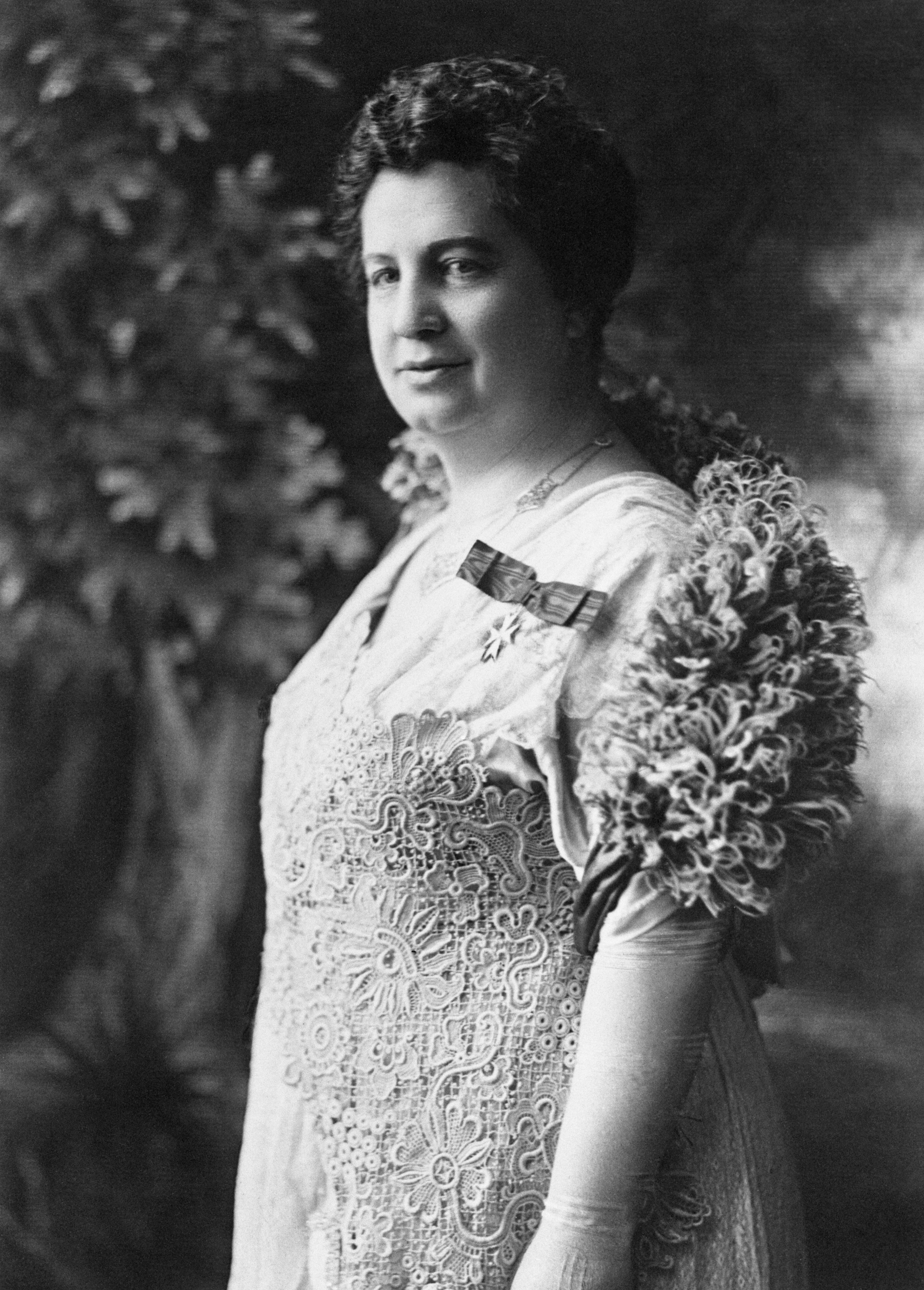
Emily Murphy nel 1917 circa

### Canada
In Canada il movimento degli eugenetici ottenne il supporto governativo all'inizio del XX secolo poiché medici di primo piano tracciarono un legame diretto tra ereditarietà e salute pubblica. L'eugenetica fu applicata per legge in due province canadesi; in Alberta la legge sulla sterilizzazione venne emanata nel 1928 ("Sexual Sterilization Act of Alberta"), concentrandosi sul trasferimento e la sterilizzazione di tutti quegli individui indicati per avere un qualche ritardo mentale così come stabilito dall'"Alberta Eugenics Board". La campagna per far mettere in pratica quest'azione venne sostenuta da associazioni come l'"United Farm Women's Group", inclusa il suo membro chiave Emily Murphy.

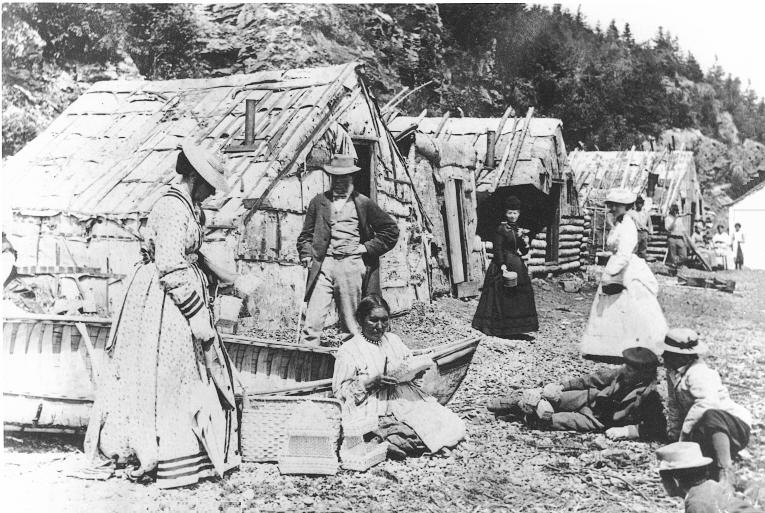
Fotografia di capanne di corteccia appartenenti ai popoli indigeni del Canada

Come accadde anche in molte altre ex colonie dell'impero britannico le politiche eugenetiche furono unite a programmi di razzismo perseguiti poi dai vari livelli dell'apparato governativo, come la sterilizzazione forzata dei popoli indigeni del Canada e le iniziative specifiche dei governi provinciali, come il già citato programma eugenetico di Alberta.
Con una breve illustrazione nel 1928 la provincia di Alberta avviò un'iniziativa volta a "... consentire a qualsiasi carcerato o ai nativi delle Scuole residenziali indiane di essere sterilizzati in seguito all'approvazione del dirigente scolastico. Almeno 3.500 donne Indo-canadesi furono sterilizzate secondo questa legge".
A partire dal 2011 è in corso la ricerca sui registri archiviati esistenti nei riguardi della sterilizzazione, quando non la vera e propria uccisione diretta, dei giovani delle Prime nazioni (attraverso la trasmissione intenzionale di malattie e altri mezzi) nell'ambito del programma scolastico residenziale.
Gli individui (tutti giovani adolescenti) vennero valutati utilizzando il test del Quoziente d'intelligenza. Questo rappresentò un problema anche per i nuovi immigrati che giunsero in Canada (vedi immigrazione in Canada) in quanto molti di loro non conoscevano ancora la lingua inglese e spesso i loro punteggi li indicavano come affetti da ritardo mentale (con un "funzionamento intellettuale compromesso"). Conseguentemente molti di quelli che furono sterilizzati secondo la legge rappresentarono immigrati che furono classificati ingiustamente e arbitrariamente.
La provincia occidentale della Columbia Britannica adottò la propria legge di sterilizzazione nel 1933. Come accadde ad Alberta anche qui l'"Eugenics Board" poté raccomandare la sterilizzazione di tutti coloro che si ritennero affetti da malattie o carenze mentali (i "deficienti").
Anche se non applicato legislativamente come accadde nelle province occidentali, un processo per oscenità svoltosi durante la Grande depressione in Canada poté esser inteso come un esempio dell'influenza che ebbe al tempo l'eugenetica in Ontario: Dorothea Palmer, un'infermiera occupata presso il "Parents Information Bureau" (un'organizzazione per la contraccezione finanziata privatamente e con sede a Kitchener) venne fatta arrestare dalla comunità prevalentemente cattolica di Vanier nel 1936. Fu accusata di fornire illegalmente materiali e conoscenze contraccettive ai suoi clienti, soprattutto donne povere. La difesa processuale venne assunta da un eugenetico industriale ed assai influente della cittadina, A.R. Kaufman: Palmer fu assolta all'inizio del 1937 (il procedimento durò meno di un anno, dimostrando l'influenza del gruppo di pressione eugenetico allora presente in Ontario).
La popolarità del movimento eugenetico raggiunse il suo picco durante la depressione economica quando la sterilizzazione venne ampiamente vista come il modo principe per alleviare la società degli oneri finanziari imposti dagli "individui difettosi". Anche se gli eccessi eugenetici della Germania nazista diminuirono la popolarità del movimento eugenetico, le leggi sulla sterilizzazione di Alberta e della Columbia Britannica non furono abrogate fino al 1972.

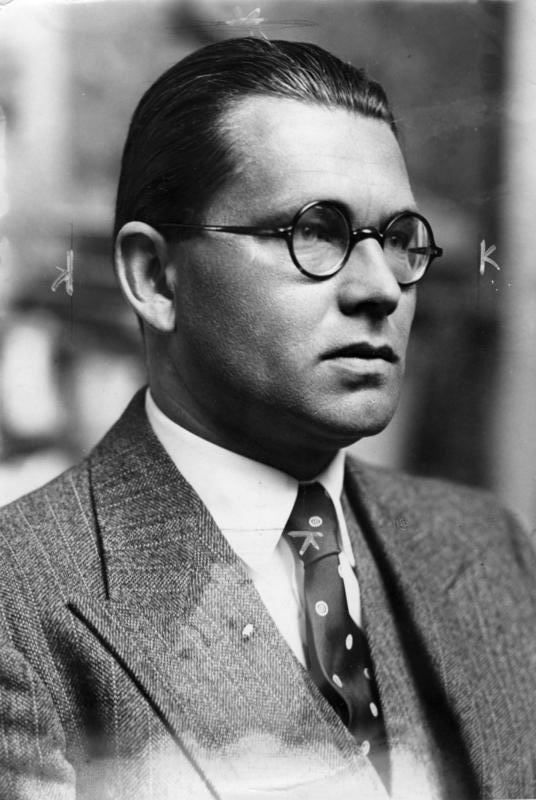
Philipp Bouhler, responsabile del programma eutanasico Aktion T4

### Germania
La Germania nazista sotto Adolf Hitler si distinse assai presto per i suoi programmi eugenetici i quali ebbero lo scopo di mantenere una "razza ariana" pura attraverso tutta una serie di programmi che si mantennero sotto la bandiera della cosiddetta igiene razziale. Tra le altre attività i nazisti eseguirono un'ampia sperimentazione sugli esseri umani viventi (vedi esperimenti nazisti su esseri umani) per testare le loro teorie genetiche, che andavano dalla semplice misurazione delle caratteristiche fisiche alla ricerca condotta da Otmar Freiherr von Verschuer ed eseguita da Karin Magnussen utilizzando "materiale umano" raccolto da Josef Mengele (il "dottor morte"), specialmente i gemelli ma anche altri prigionieri del campo di concentramento di Auschwitz.
Durante gli anni trenta e quaranta il regime nazista utilizzò la sterilizzazione obbligatoria su centinaia di migliaia di persone considerate essere dei malati mentali, circa 400 000 tra il 1934 e il 1937. La vasta gamma del programma nazista spinse un avvocato eugenetico statunitense a cercare un'espansione del piano eugenetico negli Stati Uniti, lamentandosi del fatto che "i tedeschi ci battono al nostro stesso gioco".
Ma i nazisti non si fermarono e andarono oltre, facendo assassinare in camera a gas installate negli ospedali psichiatrici decine di migliaia di disabili istituzionalizzati attraverso programmi obbligatori di eutanasia (il famigerato programma Aktion T4); utilizzarono anche l'iniezione letale per uccidere più velocemente le proprie vittime.
Essi implementarono inoltre tutta una serie di politiche eugenetiche positive, attribuendo premi (tra cui la croce d'onore per le madri tedesche) a tutte quelle donne ariane che avessero avuto il maggior numero possibile di figli, incoraggiando anche un servizio in cui le donne rimaste nubili - ma di pura "razza ariana" - avrebbero lo stesso potuto offrire allo Stato dei bambini illegittimi. L'affermazione che queste donne vennero messe incinte da ufficiali delle SS per il progetto Lebensborn non fu dimostrata all'epoca dalle prove raccolte durante il processo di Norimberga, ma nuove testimonianze delle persone nate grazie a quel progetto (e che mai conobbero i loro veri genitori) sono riuscite a fornire maggiori dettagli sulla pratica.

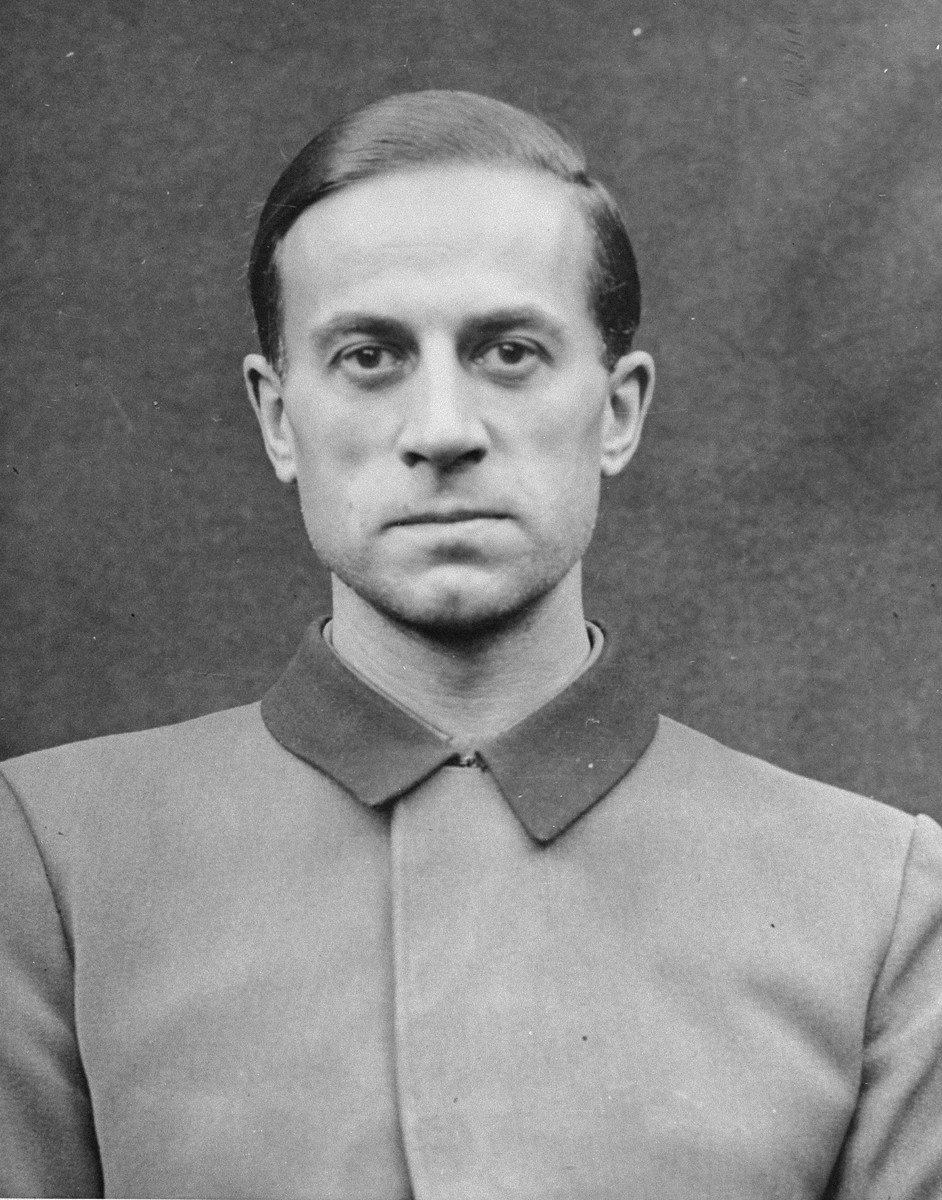
Karl Brandt, medico personale di Adolf Hitler e organizzatore del programma eutanasico Aktion T4. Fu giustiziato dopo essere stato condannato nel processo ai dottori

Inoltre i "preziosi bambini razziali" provenienti dai paesi occupati furono forzosamente allontanati dai veri parenti per poter essere adottati da famiglie tedesche. Molte delle loro preoccupazioni nei riguardi dell'eugenetica e dell'igiene razziale furono esplicitamente presenti anche nella loro sistematica uccisione di milioni di persone considerate "indesiderate", specialmente gli ebrei che furono individuati per il compimento della soluzione finale della questione ebraica, una politica che ha condotto agli orrori visti durante l'Olocausto (con persecuzioni nei confronti di omosessuali, rom, comunisti, testimoni di Geova ed altri "devianti").
La portata coercitiva dei programmi eugenetici nazisti, con un forte utilizzo retorico della cosiddetta "scienza razziale" (vedi razzismo scientifico) durante tutta la durata del regime finì col creare un'associazione culturale indelebile tra eugenetica e nazionalsocialismo negli immediati anni del secondo dopoguerra.
Due studiosi, John Glad e Seymour Itzkoff dello Smith College, hanno però rimesso in discussione la relazione tra eugenetica e Olocausto; essi sostengono che, contrariamente alla credenza popolare, Hitler con considerò gli ebrei come intellettualmente inferiori e non li mandò nei campi di concentramento per un tale motivo. Essi sostengono invece che Hitler abbia avuto delle ragioni differenti per la sua politica genocida nei confronti degli ebrei.
Itzkoff scrive che L'Olocausto fu "un vasto programma disgenico per liberare l'Europa intera da sfidanti altamente intelligenti contrapposti alla dominazione cristiana esistente, una minoranza numericamente minuscola e politicamente minuscola". Pertanto, sempre secondo Itzkoff, "l'Olocausto è l'antitesi stessa della pratica eugenetica" (in quanto non fu intesa ad eliminare gli "scarti", bensì i migliori).

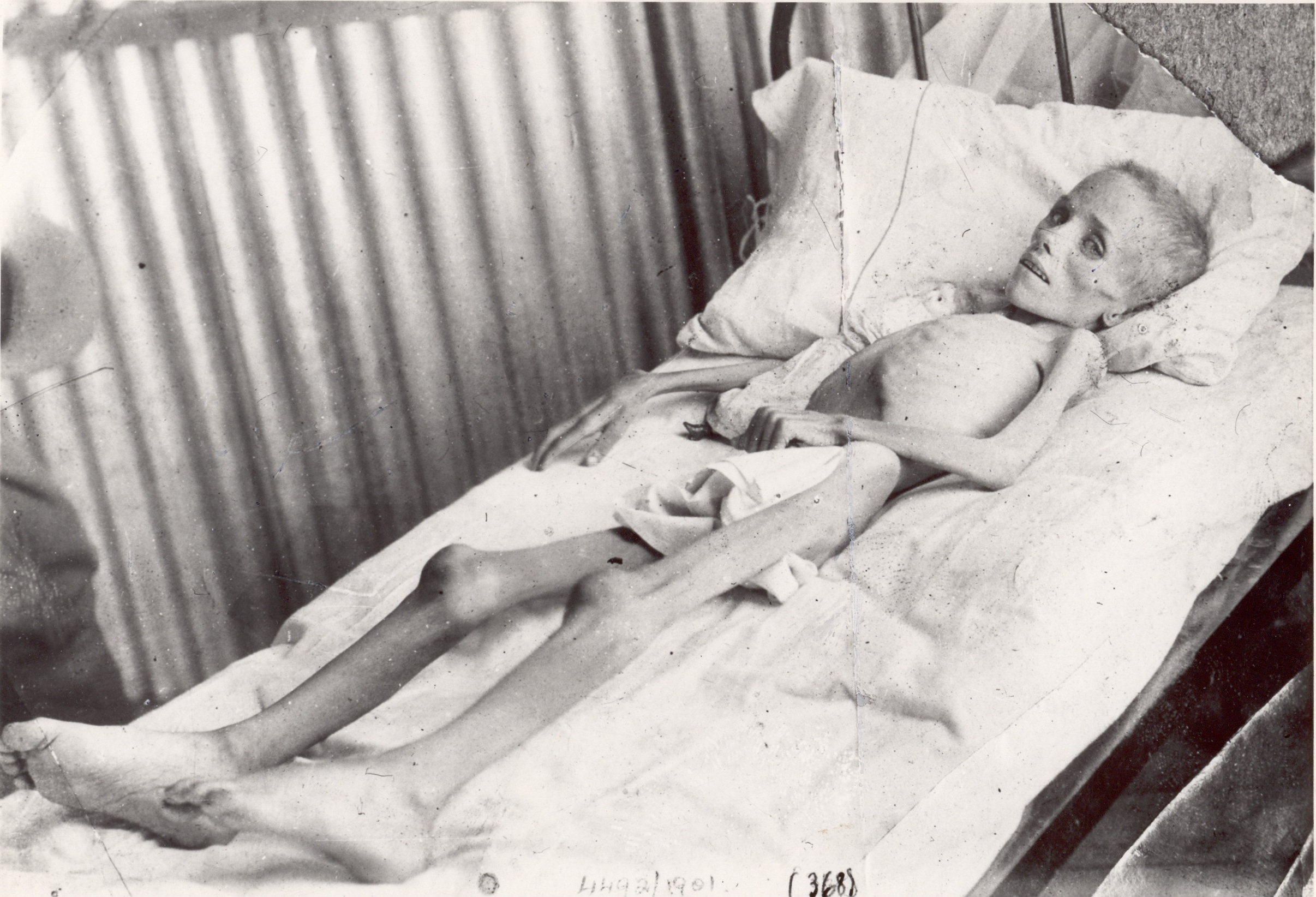
Lizzie van Zyl, una bambina di sette anni appartenente ai boeri internata e morta nel campo di concentramento britannico sudafricano situato nei pressi di Bloemfontein durante la seconda guerra boera (1899-1902)

Le idee di eugenetica e razza vennero congiuntamente utilizzate, almeno in parte, come giustificazione per l'espansione del colonialismo tedesco in tutto il mondo. La Germania, così come l'impero britannico, cercarono di acquisire per sé i territori coloniali di altri imperi "morenti" i quali non avrebbero più potuto proteggere i propri coloni. Gli esempi includono la Cina (con la Seconda guerra sino-giapponese tra il 1937 e il 1945), l'impero portoghese, l'impero spagnolo, l'impero coloniale olandese (con le guerre boere) e l'impero coloniale danese.
Le colonie che l'impero tedesco richiese per la sua popolazione in piena esplosione, i nuovi mercati per le sue industrie e le fonti di materie prime vitali - simboli della sua potenza mondiale - vennero molto semplicemente prelevati da nazioni più deboli; fu così che il pangermanesimo si affermò pubblicamente ed il governo tedesco lo supportò segretamente.

#### Colonie tedesche in Africa
L'impero coloniale tedesco nel continente africano - tra il 1885 e il 1918 - compresero l'Africa Tedesca del Sud-Ovest, il Camerun tedesco, Togoland e l'Africa Orientale tedesca. Venne condotto un tentativo di genocidio contro la popolazione degli Herero e dei Nama (nell'attuale Namibia) durante le Guerre herero (1904-1907) e successivamente venne condotto un programma di ricerca di antropologia fisica utilizzando le teste decapitate dei negri morti ammazzati.

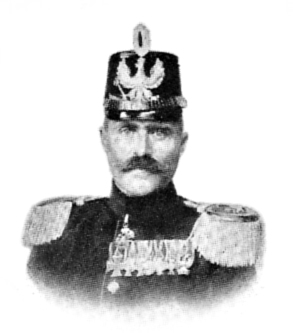
Il generale Lothar von Trotha nel 1902

I governatori dell'Africa sud-occidentale tedesca svolsero un accurato programma genocida contro i popoli indigeni (soprattutto i San); uno degli alti funzionari eletto per adottare questa misura fu Ernst Heinrich Göring (il padre di Hermann Göring), nonché il generale Lothar von Trotha.
Il rapporto parlamentare britannico del 1918 documentò il tentativo di genocidio che si verificò nel Campo di concentramento di Shark Island e in quello situato nei pressi di Windhoek correlandolo con tutta una serie di fotografie raccapriccianti. Il rapporto venne utilizzato come strumento di negoziazione da parte degli inglesi al termine della prima guerra mondiale per giungere ad ottenere il controllo di quella che era stata l'Africa sud-occidentale tedesca dopo la sconfitta della Germania.
Le teste degli Herero sterminati furono raccolte come fossero una collezione a Rehoboth (Namibia) a partire dal 1904, al fine di dimostrare la supposta inferiorità razziale del Negroide. La Società Kaiser Wilhelm utilizzò le teste degli Herero fino al 1928.
Gli esperti di antropologia fisica utilizzarono le misurazioni della capacità cranica ecc. nel tentativo di dimostrare che gli ebrei, i negri e finanche gli italiani fossero intrinsecamente inferiori rispetto alla "razza nordica"; esempi di tali attività furono rinvenuti a partire dal 1928 presso il "Kaiser-Wilhelm-Institut für Anthropologie, menschliche Erblehre und Eugenik". Ciò in palese contrasto con l'antropologia tedesca del secolo precedente che si rivelò essere generalmente più cosmopolita.

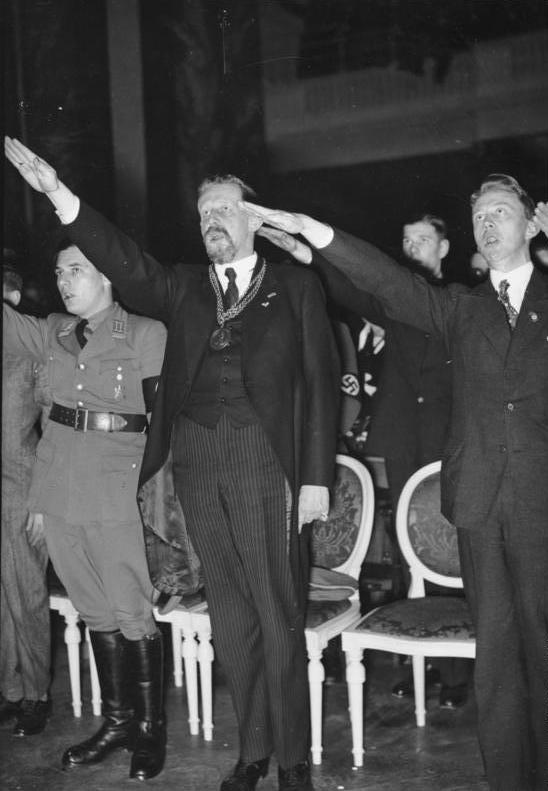
Eugen Fischer (al centro) mentre fa il saluto nazista durante una cerimonia svoltasi all'Humboldt Universität nel 1938

#### Colonie tedesche nel Pacifico
Eugen Fischer, del "Kaiser-Wilhelm-Institut für Anthropologie, menschliche Erblehre und Eugenik", assieme ai suoi studenti condusse degli studi sul "meticcio" (denominati "Studi sui bastardi") attraverso la classificazione antropologica delle "razze miste" in diverse parti dell'impero coloniale tedesco, comprese le colonie in Africa e in Oceania (la Nuova Guinea tedesca e le Samoa tedesche). Fischer lavorò anche in stretta collaborazione con l'eugenetico statunitense Charles Davenport.

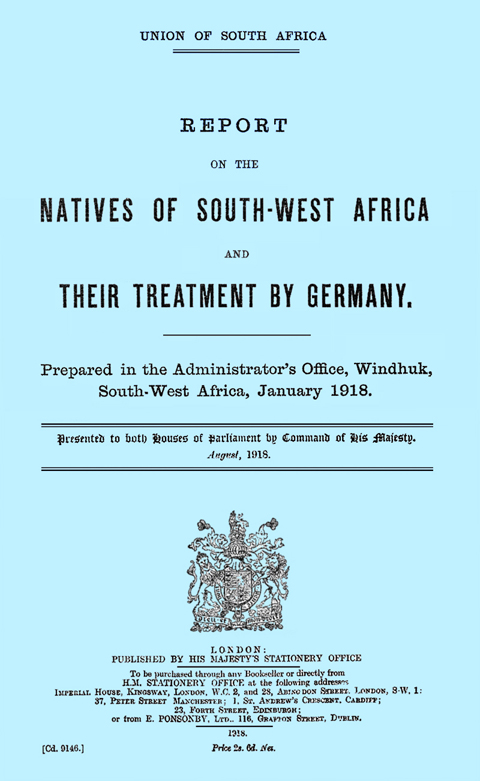
Copertina del "Bluebook" britannico del 1918 il cui tema era il genocidio degli aborigeni namibiani in quella che allora era chiamata l'Africa Tedesca del Sud-Ovest. Nel 1926 venne ritirato dal commercio e distrutto.

#### Caraibi e America del Sud
Rita Hauschild, studentessa di dottorato e poi membro del personale dell'Istituto Kaiser Wilhelm per l'ereditarietà umana, l'antropologia e l'eugenetica, condusse i "Bastard Studies" attraverso misurazioni di antropometria sulle popolazioni di patrimonio misto a Trinidad e in Venezuela, come ricerca affiliata alla dottrina nazista dell'igiene razziale.
La sua ricerca fu inizialmente limitata a Colonia Tovar, un ex colonia tedesca, per poi estenderla successivamente anche a Trinidad con il sostegno del Foreign Office. Le popolazioni che vennero studiate, tra il 1935 e il 1937, comprendevano l'"ibrido cinese-negro" di Trinidad, l'"ibrido cinese-indiano" e il "cinese-negro" presente in Venezuela.
Infine anche il cattedratico antropologo Johannes Schaeuble s'impegnò nei "Bastard Studies" in Cile.

### Altri paesi europei
Tra gli altri paesi europei che adottarono una qualche forma di programma eugenetico nel corso del XX secolo includono la Danimarca, l'Estonia, la Finlandia, la Francia, l'Islanda, la Norvegia e la Svizzera con programmi di sterilizzazione nei confronti di quelle persone che il governo dichiarò essere dei "deficienti mentali".

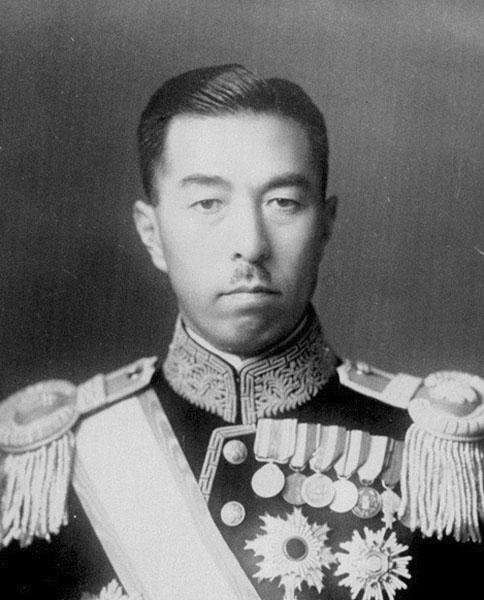
Fumimaro Konoe

### Giappone
Nella prima parte del Periodo Shōwa i governi giapponesi condussero una politica eugenetica per limitare la nascita di bambini con caratteristiche "inferiori", nonché per proteggere la vita e la salute delle madri. La "Legge di protezione eugenetica della razza venne presentata tra il 1934 e il 1938 alla Dieta nazionale del Giappone. Dopo l'approvazione di quattro emendamenti il progetto fu tradotto in legge nella sua qualità di "Legislazione nazionale eugenetica" nel 1940 dal governo presieduto da Fumimaro Konoe.
Secondo la successiva "Legge sulla protezione eugenetica" (1948) la sterilizzazione avrebbe potuto essere applicata ai criminali "con predisposizione genetica a commettere crimini", ai pazienti con malattie genetiche come la cecità totale, l'emofilia, l'albinismo, l'Ittiosi e coloro che erano affetti da disturbo mentale come la schizofrenia, il disturbo bipolare ed infine coloro che erano affetti da epilessia. Le malattie mentali furono aggiunte nel 1952.
Le "Leggi sulla prevenzione delle lebbre" del 1907, del 1931 e del 1953 (l'ultima delle quali venne abrogata solo nel 1996) consentirono la segregazione dei pazienti in strutture sanitarie ove l'aborto forzato e la sterilizzazione furono una pratica comune, anche se le leggi non vi si riferissero specificamente, con l'autorizzazione conseguente alla punizione di quei pazienti che avessero disturbato l'ordine pubblico; ciò in quanto la maggior parte degli studiosi di lebbra giapponesi fu fermamente convinta che la vulnerabilità alla malattia avesse un carattere ereditario.
Vi furono alcuni, come l'esperto di dermatologia Noburo Ogasawara, che si opposero alla politica di isolamento e sterilizzazione; ma venne denunciato come traditore della patria alla 15ª "Conferenza dell'Associazione Giapponese di Leprologia" nel 1941.

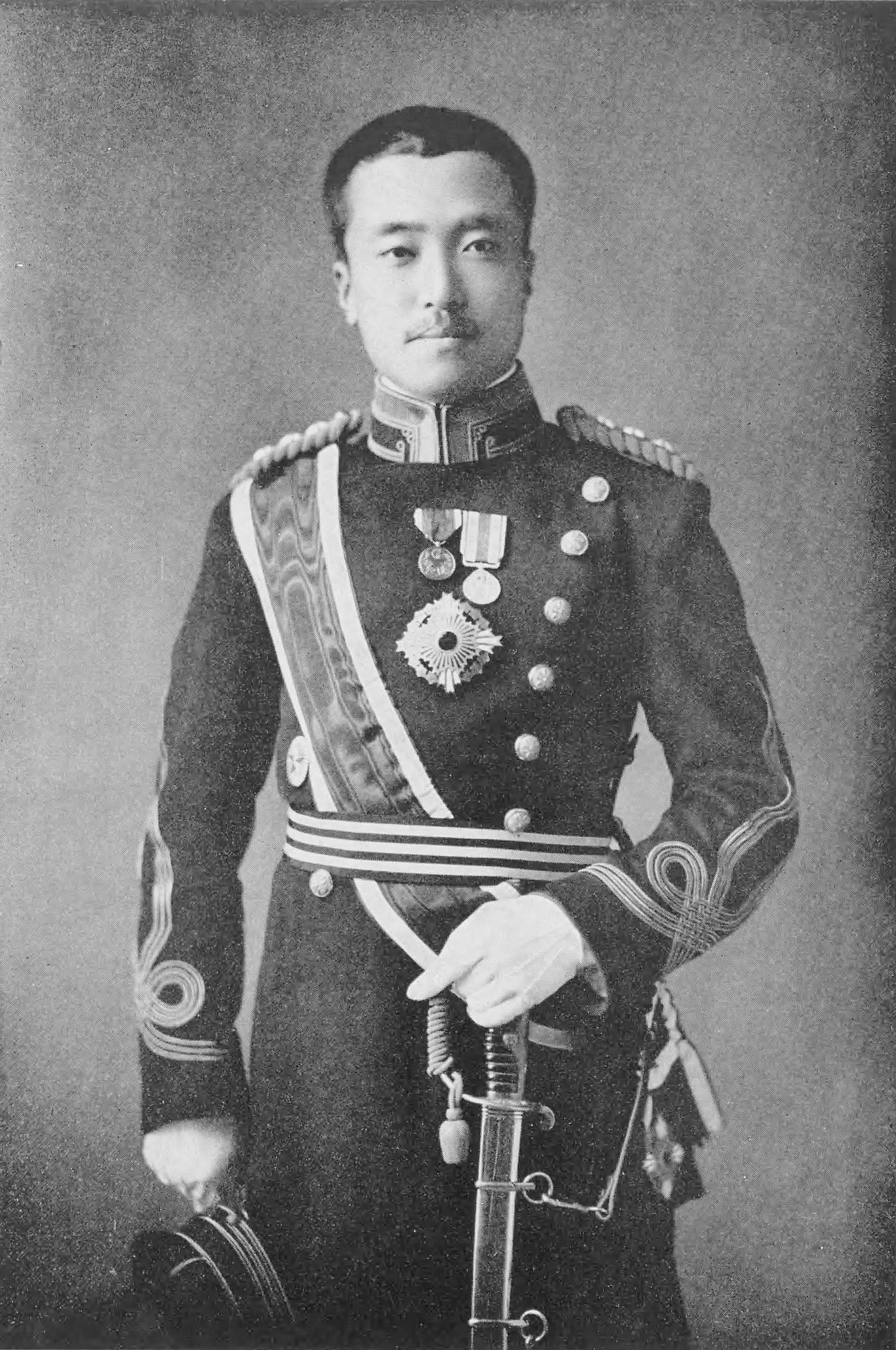
Il principe Naruhiko Higashikuni nel 1910 circa

Una delle ultime misure eugenetiche assunte durante l'epoca Shōwa fu quella presa dal governo del principe Naruhiko Higashikuni; il 19 agosto del 1945 il ministero degli interni ordinò agli uffici governativi locali d'istituire un servizio di prostituzione rivolto ai soldati alleati della seconda guerra mondiale, questo per preservare la "purezza" della "razza giapponese". La dichiarazione ufficiale proclamò: "attraverso il sacrificio di migliaia di 'Okichis' dell'epoca Shōwa, costruiremo una diga per fermare la pazza furia frenetica delle truppe di occupazione e coltivare e preservare la purezza della nostra razza per il futuro".

### Corea
All'inizio dell'amministrazione della Corea sotto il dominio giapponese il personale dell'"Associazione Giapponese di Leprologia" tentò di scoraggiare il matrimonio tra donne giapponesi e gli uomini coreani che erano stati reclutati dalla penisola coreana come lavoratori a seguito dell'annessione da parte dell'impero giapponese avvenuta nel 1910. Nel 1942 il rapporto su un'indagine svolta ad hoc sostenne che "i lavoratori coreani portati in Giappone... sono delle classi inferiori e quindi di costituzione inferiore... Procreando figli con donne giapponesi, questi uomini potrebbero abbassare il livello razziale degli Yamato".
Tuttavia il pioniere dell'eugenetica Kōtoku Unno dell'università di Ryūkyū influenzò notevolmente l'opinione pubblica argomentando che, basandosi sull'Eterosi delle piante, l'endogamia esclusiva giapponese avrebbe potuto causare la "degenerazione" dell'intera "razza giapponese". Dal momento che considerò sempre disastrosa la possibilità di un matrimonio con un bianco o con un negro, sostenne altresì l'intimità con i coreani, le cui caratteristiche fisiche "inferiori" sarebbero state ben assimilate dai giapponesi "superiori": questo secondo il suo pensiero.
Il matrimonio tra giapponesi e coreani venne promosso dal governo in Corea utilizzando studi di Sierologia i quali affermavano di poter dimostrare che i giapponesi e i coreani avessero la stessa origine pura ancestrale.
Dopo l'indipendenza, verso la fine degli anni quaranta, sia la Corea del Nord che la Corea del Sud continuarono a perpetuare l'idea di una nazione coreana
etnicamente omogenea basata su una linea di sangue divina. Questa dottrina del sangue puro (순혈주의) fu fonte di orgoglio per molti coreani e accrebbe il nazionalismo coreano, la politica e finanche le relazioni estere.

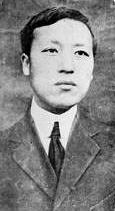
Syngman Rhee nel 1910

Nel Sud occidentalizzato un nazionalismo etnico assommato all'ideologia del sangue puro sostenne i regimi dittatoriali di Syngman Rhee (1948-60) e di Park Chung-hee (1963-79) ed ancor oggi serve come ideologia unificatrice, come afferma il giornalista internazionale statunitense Brian Reynolds Myers, in Corea del Nord.
Le profonde preoccupazioni culturali, originate dalla politiche eugenetiche, comportarono una discriminazione nei confronti delle persone multirazziali nel Sud, questo secondo la "Convenzione delle Nazioni Unite per l'eliminazione di tutte le forme di discriminazione razziale".

### Cina

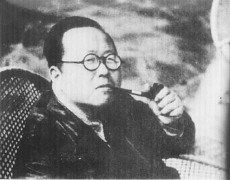
Il sociologo cinese Pan Guangdan

L'eugenetica arrivò fino nella Repubblica di Cina e costituì una delle tante idee e programmi discussi lungo tutto il corso degli anni venti e trenta, come un possibile mezzo di miglioramento della società e di aumento dell'importanza della Cina nel mondo. Il principale sostenitore cinese dell'eugenetica fu il rilevante studioso di sociologia Pan Guangdan ed un numero significativo di intellettuali entrò nel dibattito tra cui Gao Xisheng, il biologo Zhou Jianren, il sociologo Chen Da, Chen Jianshan e molti altri.
Chen Da risultò essere importante per il collegamento che fornì tra la politica demografica (pianificazione familiare) e la politica del figlio unico dopo la costituzione della Repubblica Popolare Cinese.
L'"Istituto di genomica di Pechino" eseguì sequenziamenti interi di generi di individui con un Quoziente d'intelligenza (QI) molto elevato in tutto il mondo. L'esperto statunitense di psicologia evoluzionista Geoffrey Miller afferma che i cinesi utilizzarono questi dati genetici nel tentativo di migliorare il QI di ogni generazione successiva da cinque a quindici punti attraverso l'utilizzo della diagnosi prenatale per ottenere così la selezione dell'embrione "più adatto".

### Singapore
Singapore praticò una forma limitata di eugenetica che coinvolse lo scoraggiamento del matrimonio tra i laureati e gli insegnanti universitari attraverso la segregazione nelle agenzie d'incontri, nella speranza che i primi producessero figli migliori; oltre agli incentivi pagati agli analfabeti perché si sottoponessero alla sterilizzazione (tra le altre procedure). Il governo introdusse il "Graduate Mother Scheme" nei primi anni ottanta per attirare le donne diplomate a sposarsi tramite incentivi; pratica quest'ultima in seguito scartata a causa dell'accesa critica pubblica e delle implicazioni che poteva avere sulla meritocrazia.

### Marginalizzazione dopo la seconda guerra mondiale
A partire dalla fine degli anni venti il maggior riconoscimento della difficoltà di predire le caratteristiche della prole a partire dalla loro eredità genetica ed il contemporaneo riconoscimento degli scienziati sull'insufficienza delle più semplicistiche teorie eugenetiche, contribuirono a minare una qualsiasi base scientifica fondata stabilmente che venisse attribuita ai vari movimenti sociali. Come la Grande depressione passò la critica del valore economico come procura del valore umano divenne sempre più insostenibile.
Dopo l'esperienza estrema costituita dalla Germania nazista furono sempre più screditate molte tra le più popolari idee riguardanti l'igiene razziale e gli "inadatti" socialmente. Le prove acquisite al processo di Norimberga contro gli ex leader nazisti rivelarono al mondo intero molte delle pratiche genocide messe in campo dal regime e portarono conseguentemente alla formalizzazione di politiche di etica medica, fino ad arrivare alla Dichiarazione sulla razza (UNESCO 1950).
Molte società scientifiche pubblicarono nel corso degli anni simili "Dichiarazioni" riguardanti il concetto di razza, oltre alla Dichiarazione universale dei diritti umani del 1948, sviluppata in risposta agli abusi perpetrati nel corso della seconda guerra mondiale; essa venne adottata dall'Organizzazione delle Nazioni Unite ed afferma che "uomini e donne di età adulta, senza alcuna limitazione dovuta alla razza, alla nazionalità o alla religione, hanno il pieno diritto di sposarsi e di fondare una famiglia".
Come sua diretta continuazione la Dichiarazione sulla razza (UNESCO 1978) contro i pregiudizi razziali afferma che l'uguaglianza fondamentale di tutti gli esseri umani è l'ideale comune verso cui l'etica e la scienza dovrebbero far convergere i loro sforzi.
Come risposta agli abusi commessi dal nazionalsocialismo l'eugenetica divenne quasi universalmente devalorizzata in molte tra quelle nazioni dov'era stata precedentemente molto popolare (tuttavia alcuni programmi di eugenetica, compresa la sterilizzazione, hanno continuato in silenzio per decenni). Molti eugenetici del periodo interbellico cominciarono ad occuparsi (impegnando risorse) di ciò che più tardi venne chiamata cripto-eugenetica, trasportando le loro credenze eugenetiche sotterranee e divenendo così dei rispettati antropologi, biologi e genetisti nel mondo del secondo dopoguerra (tra cui Robert Yerkes negli Stati Uniti d'America e Otmar Freiherr von Verschuer in Germania Ovest). L'eugenetico californiano Paul Popenoe fondò un istituto per la consulenza matrimoniale nel corso degli anni cinquanta, un cambiamento di carriera che si sviluppò dai suoi interessi eugenetici nella promozione di "matrimoni sani tra coppie adatte".

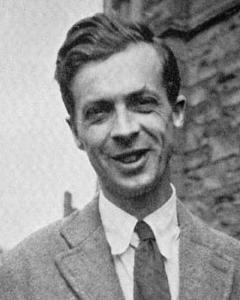
Julian Huxley nel 1922

L'"American Life League", associazione che si oppone all'aborto, accusa che l'eugenetica fu ri-confezionata dopo la guerra e promossa nuovamente sotto forma di movimenti per il controllo della popolazione e dell'ambientalismo; essa afferma ad esempio che la Planned Parenthood (fondata da Margaret Sanger e che si occupa di pianificazione della genitorialità) è stata finanziata e coltivata dalla "Società eugenica" per tali motivi. Julian Huxley, primo direttore generale dell'UNESCO e fondatore del WWF, fu anche presidente della Società eugenica ed un forte sostenitore dell'eugenetica:
(- Julian Huxley)
I libri di testo delle scuole superiori e dei college degli anni venti e fino agli anni quaranta spesso includevano capitoli che sollecitavano il progresso scientifico attraverso l'applicazione dei principi eugenetici alla popolazione in generale. Molte tra le prime riviste scientifiche dedicate all'ereditarietà furono dirette da eugenetici e presentarono articoli di eugenetica a fianco degli studi sull'ereditarietà negli organismi non umani.
Anche alcuni nomi delle stesse maggiori riviste cambiarono per riflettere questi nuovi atteggiamenti, ad esempio Eugenics Quarterly si trasformò in Social Biology nel 1969 (la rivista esiste ancora oggi, anche se assomiglia ben poco al suo predecessore). Membri di spicco della "American Eugenics Society" (1922-94, rinominata in seguito "Society for Biodemography and Social Biology") durante la seconda metà del XX secolo inclusero il pioniere della bioetica Joseph Fletcher (creatore dell'"etica situazionale") il dottor Clarence James Gamble del fortunato complesso industriale Procter & Gamble e il filosofo ecologista Garrett Hardin, un sostenitore del controllo della popolazione ed autore di un saggio sulle Tragedia dei beni comuni.
Negli Stati Uniti d'America il movimento eugenetico per lo più perse il sostegno popolare e politico entro la fine degli anni trenta, mentre la sterilizzazione obbligatoria terminò per lo più nel corso degli anni sessanta, ma con l'ultima eseguita nel 1981.
Molti tra gli Stati federati degli Stati Uniti d'America continuarono a vietare i matrimoni interrazziali tramite leggi contro la mescolanza razziale, fino a quando non furono sospese per la prima volta dalla Corte suprema degli Stati Uniti d'America nel 1967 con la sentenza nel caso Loving contro Virginia.
La legge sulla restrizione dell'immigrazione del 1924 (l'"Immigration Act of 1924"), intesa a limitare l'afflusso di immigrati "disgenici" italiani ed ebrei dell'Europa orientale fu abrogata nel 1965 e sostituita dall'"Immigration and Nationality Act of 1965".

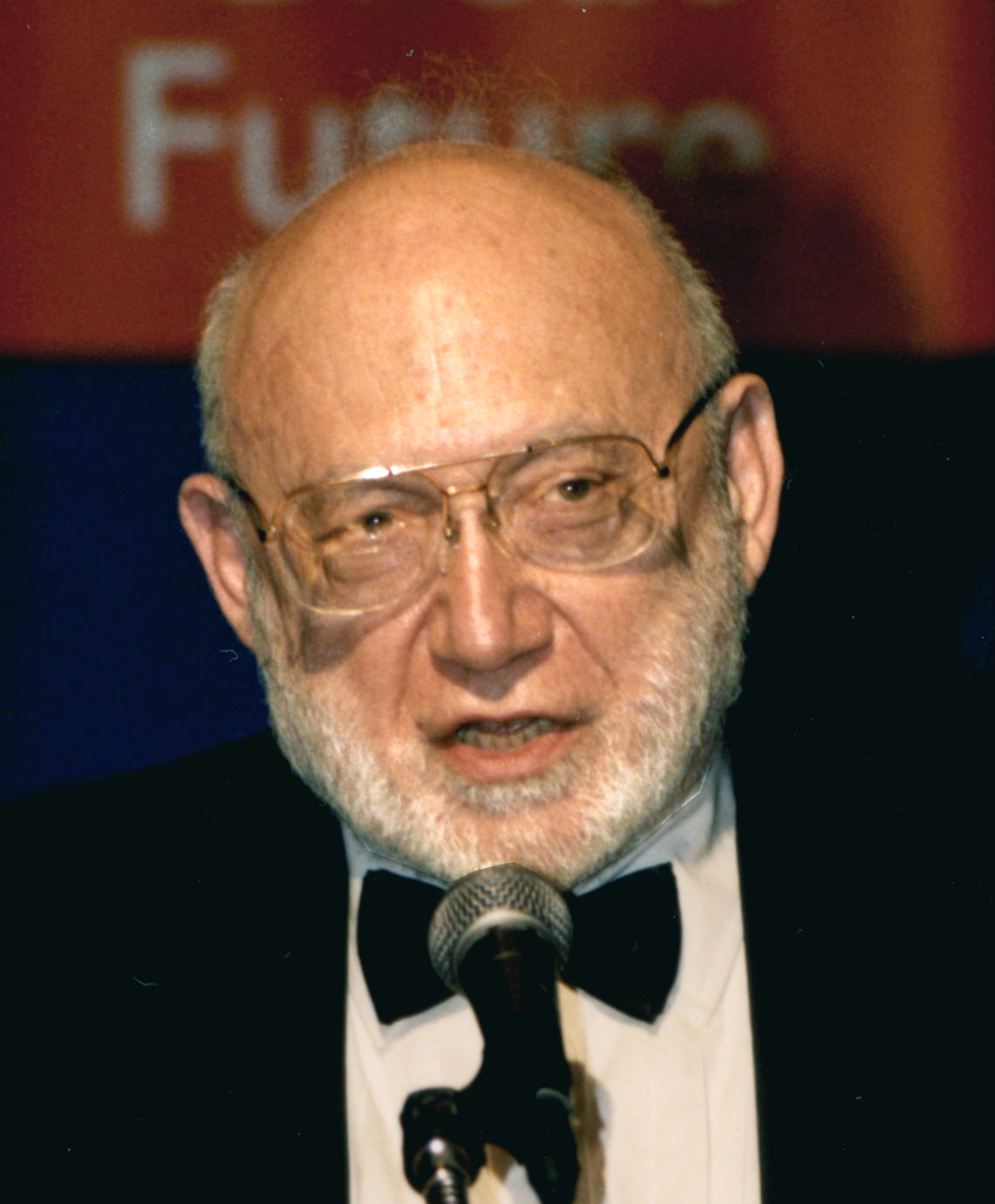
Joshua Lederberg, Premio Nobel per la medicina nel 1958

Tuttavia alcuni accademici di rilievo continuarono a sostenere l'eugenetica anche dopo la guerra. Nel 1963 la "Fondazione Ciba" (rinominata in seguito "Novartis Foundation") convocò una conferenza a Londra dal titolo L'uomo e il suo futuro in cui tre biologi nonché Premio Nobel (il genetista Hermann Joseph Muller, l'esperto di microbiologia Joshua Lederberg e Francis Crick) parlarono apertamente a favore dell'eugenetica.
Alcune nazioni, in particolare la provincia canadese di Alberta, mantennero programmi di eugenetica su larga scala, compresa la sterilizzazione obbligatoria di persone con disabilità mentali ed altre pratiche fino agli anni settanta inoltrati.

## Moderna eugenetica, ingegneria genetica e rivalutazione etica
A partire dagli anni ottanta la storia e il concetto stesso di eugenetica sono stati ampiamente discussi in quanto la conoscenza della genetica è avanzata notevolmente, rendendo l'ingegneria genetica una pratica ampiamente utilizzata per produrre organismi geneticamente modificati (i più noti e visibili al grande pubblico sono gli alimenti geneticamente modificati). Le sperimentazioni, come quella rappresentata dal Progetto genoma umano hanno reso possibile l'effettiva modificazione della specie umana (come voleva la teoria iniziale di Charles Darwin dell'evoluzionismo negli anni 1860, insieme alla riscoperta delle leggi di Gregor Mendel avvenuta primi anni del XX secolo). L'articolo 23 della Convenzione delle Nazioni Unite sui diritti delle persone con disabilità (2006) vieta la sterilizzazione obbligatoria degli individui disabili e ne garantisce il diritto di adozione.

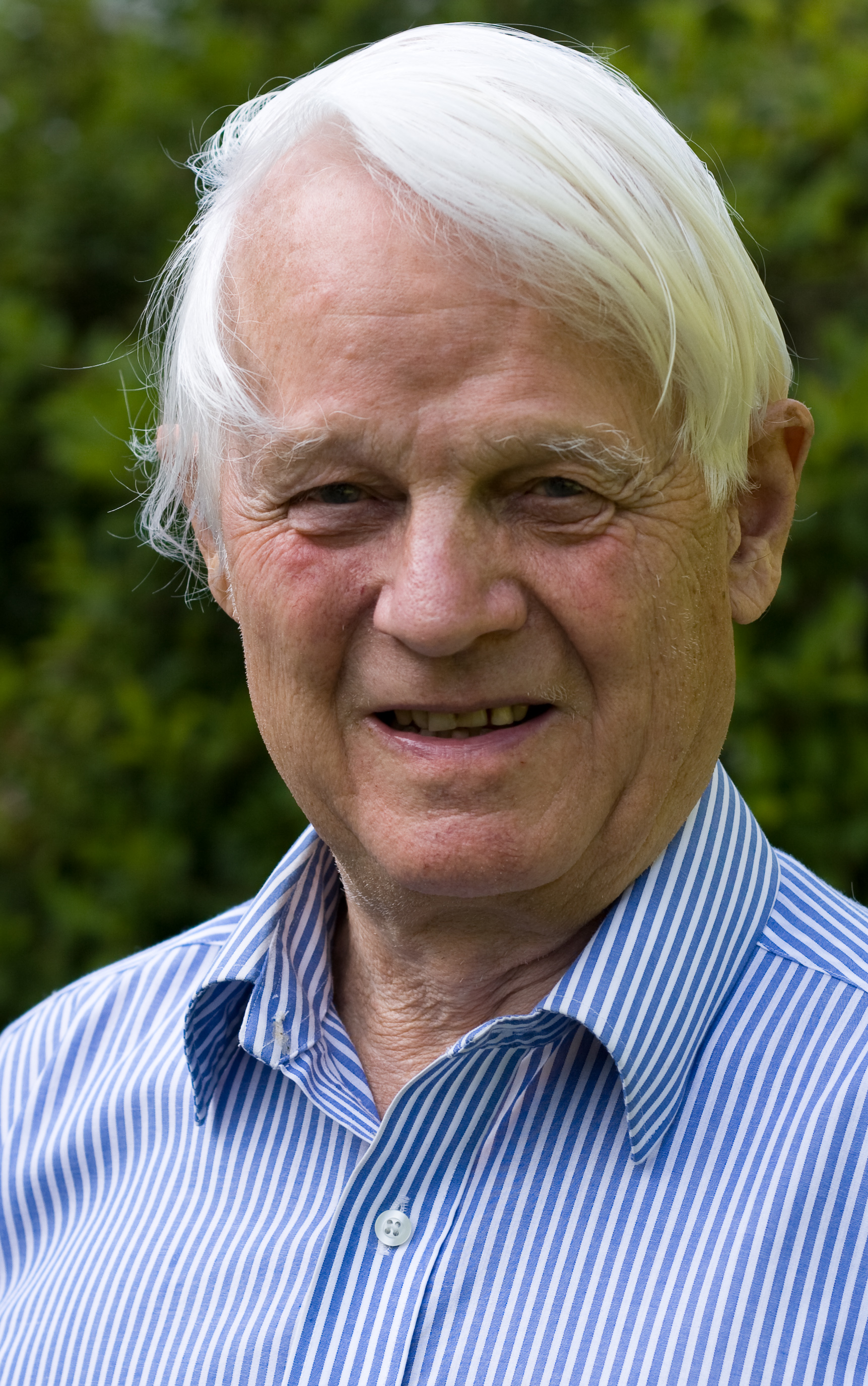
Richard Lynn

Alcuni ricercatori scientifici come Richard Lynn, lo psicologo Raymond Cattell e l'esperto di biofisica Gregory Stock hanno apertamente richiesto delle politiche eugenetiche utilizzando la tecnologia moderna, pur rappresentando una posizione minoritaria negli attuali circoli scientifici e culturali.
Un tentativo di attuazione di una qualche forma di eugenetica fu la "Banca del seme del genio" (1980-1999) creata da Robert Klark Graham ed attraverso la quale sono stati concepiti circa 230 bambini; i più noti donatori sono stati i vincitori del Premio Nobel William Bradford Shockley e James Dewey Watson. Dopo che Graham è morto nel 1997 i finanziamenti sono scaduti ed entro due anni la sua banca dello sperma ha dovuto chiudere i battenti.
Ancora nel 1994, nel suo saggio intitolato The Bell Curve, lo psicologo statunitense Richard Herrnstein ha sostenuto che l'immigrazione proveniente da paesi con basso QI nazionale è "indesiderabile". Secondo Cattell "quando un paese apre le sue porte all'immigrazione da diverse nazioni, è come un contadino che acquista i suoi semi da fonti diverse, con sacchi di diversa qualità media di contenuti".

### Cipro
In entrambe le giurisdizioni (quella greca e quella turca) presenti attualmente sull'isola di Cipro esiste una politica di screening (compresa la diagnosi prenatale che arriva a favorire l'aborto nei confronti dei "non idonei") destinata ufficialmente a ridurre l'incidenza della talassemia. Il programma in esecuzione a partire dagli anni settanta ha ridotto il rapporto tra i bambini nati con questa malattia ereditaria del sangue da 1 su ogni 58 nascite fino a quasi zero. I test genetici sono obbligatori per entrambi i partner, prima del matrimonio.

### Cina
Le preoccupazioni eugenetiche furono relativamente alte per un certo periodo di tempo nella Repubblica Popolare Cinese, tramite la legge matrimoniale del 1950 la quale affermò che l'impotenza, le malattie sessualmente trasmissibili, il disturbo mentale e la lebbra - così come qualsiasi altra malattia che secondo la scienza medica rendeva inadatta una persona a sposarsi - causavano motivo di divieto al matrimonio. La successiva legge del 1980 abbandonò tutte le condizioni specifiche relative alla lebbra, mentre la legge del 2001 non specifica più alcuna condizione, ma semplicemente l'approvazione da parte di un medico.
Varie province cominciarono a promulgare legislazioni che impedivano la riproduzione ad alcune classi di persone, come quelle ritardate dal punto di vista mentale, questo verso la fine degli anni ottanta. La legge cinese sui servizi sanitari e materni del 1994, indicata in occidente come trattarsi di una legge eugenetica, richiese un controllo sanitario obbligatorio prima del matrimonio, I portatori sani di alcune malattie genetiche vennero autorizzati a sposarsi solo dopo aver subito la sterilizzazione o accettando di utilizzare una qualche altra forma di contraccezione a lungo termine.
Anche se l'obbligo del controllo sanitario preventivo fu abbandonato a livello nazionale, continua a tutt'oggi ad essere richiesto in alcune province; i medici locali prendono in tal modo autonomamente la decisione su chi è meno adatto a sposarsi e ad avere figli. Molti commentatori occidentali hanno espresso le loro critiche al riguardo, ma molti genetisti cinesi esprimono invece il loro pieno favore nei confronti di questa politica.
Nella provincia cinese di Sichuan nel 1999 è stata aperta una banca del seme denominata "Notables' Sperm Bank", con professori universitari come unici donatori autorizzati. La banca dello sperma è stata approvata dall'autorità per le politica demografica nella capitale provinciale di Chengdu.

### Giappone
Nel Giappone del secondo dopoguerra la "Legge sulla protezione eugenica" (Yusei Hogo Hō) fu emanata nel 1948 per sostituire la "Legge nazionale eugenica" del 1940.. Le sue principali disposizioni permisero la sterilizzazione chirurgica delle donne, quando la stessa donna, il coniuge o un membro della famiglia entro il quarto grado di parentela avessero un grave disturbo genetico o nel caso in cui la gravidanza avrebbe messo in pericolo la vita della donna. L'operazione richiese sempre il consenso della donna, del suo coniuge e dell'approvazione da parte del "Prefectural Eugenic Protection Council".
La stessa legge permise anche l'aborto nei casi di stupro, lebbra, malattie trasmissibili ereditariamente oppure se il medico avesse determinato che il feto non sarebbe rimasto vitale al di fuori del ventre materno. Anche qui il consenso preventivo della donna e del coniuge risultarono essere necessari. La guida e l'implementazione del controllo delle nascite furono limitate a medici, infermieri e ostetriche professionali accreditate dalla prefettura governativa. La legge fu modificata nel maggio del 1949 per consentire aborti per ragioni economiche a discrezione del medico, ma che nella realtà dei fatti resero l'aborto completamente legalizzato in tutto il territorio giapponese.
Nonostante la formulazione inequivocabile della legge essa venne utilizzata dalla autorità locali come giustificazione per le misure che imponevano la sterilizzazione obbligatoria e gli aborti alle persone con alcuni disturbi genetici acclarati nonché come una scusa per la discriminazione legalizzata contro le persone con un qualche handicap fisico o mentale.

### Russia
In Russia uno dei principali sostenitori dell'eugenetica preventiva è il presidente dell"Independent Psychiatric Association of Russia" (IPA, Associazione psichiatrica indipendente della Russia) Yuri Savenko il quale giustifica la sterilizzazione obbligatoria delle donne, che viene praticata a Mosca dagli istituti di cura psiconeurologici. Egli afferma che "è necessario un controllo più rigorosamente regolato e aperto per la pratica dell'eugenetica preventiva, che molte volte è del tutto giustificabile".
Nel 1993 il ministro della sanità della Federazione russa ha emesso un'ordinanza che ha determinato la procedura di aborto forzato e sterilizzazione delle donne disabili e la necessità di una decisione giudiziaria per eseguirli. L'ordine è stato successivamente abrogato dalla responsabile del "Ministero della Salute e dello Sviluppo Sociale" Tatyana Golikova nel 2009. Pertanto attualmente le donne possono essere sottoposte a sterilizzazione obbligatoria anche senza una preventiva decisione giudiziaria, questo secondo il difensore civico dell'opposizione democratica del Territorio di Perm' Tatyana Margolina.
Nel 2008 Margolina ha riferito che 14 donne con disabilità sono state sottoposte a sterilizzazione medica obbligatoria nella casa di assistenza psicourologica di Ozyorskiy, il cui direttore è Grigori Bannikov. Le sterilizzazioni sono state eseguite non sulla base di una decisione giudiziaria preventiva necessaria per poterle attuare, ma solo sulla base dell'applicazione decisa da Bannikov. Il 2 dicembre 2010 il tribunale non ha trovato alcun "corpus delicti" nelle sterilizzazioni mediche obbligatorie eseguite senza previo consenso.

### Stati Uniti
Gli Stati del Mississippi e del Montana richiedono un esame del sangue prima del matrimonio. Mentre questi test sono tipicamente limitati alla rilevazione della sfilide (il tipo più comune di malattia sessualmente trasmissibile all'epoca in cui queste leggi vennero emanate) alcuni partner possono venire testati volontariamente anche per altre malattie o incompatibilità genetica. Sondaggi condotti nel 1986 e del 1992 hanno registrato un maggioritario sostegno pubblico a forme limitate di interventi sulla linea germinale, in particolare per prevenire che "i bambini possano ereditare una malattia genetica fatale".

### Israele
Dor Yeshorim è un programma che cerca di ridurre l'incidenza della Malattia di Tay-Sachs, della fibrosi cistica, dalla Sindrome di Canavan, dall'Anemia di Fanconi, dalla Disautonomia familiare, dalla Glicogenosi, dalla Sindrome di Bloom, dalla Malattia di Gaucher, dalla Malattia di Niemann-Pick e dalla mucolipidosi di tipo IV presenti in certe comunità dell'ebraismo ortodosso; è un programma i screening che si è autodefinito come "eugenetica liberale".
In Israele - a spese dello Stato - alla popolazione viene consigliato di effettuare prove genetiche per poter diagnosticare tali malattie all'inizio del periodo di gravidanza; se al feto è diagnosticata una di queste malattie, tra le quali la "Tay-Sachs"è quella più comunemente accertata, la gravidanza può essere interrotta, previo consenso.
La maggior parte delle altre comunità ebraiche di Aschenaziti eseguono anch'esse programmi di screening a causa della maggior incidenza di malattie genetiche. In alcune comunità l'antica abitudine di Matchmaking (shidduch) viene ancora praticata ed in certi casi si richiedono esami del sangue onda evitare l'incontro tra individui che condividono gli stessi caratteri di Ereditarietà autosomica recessiva.
Per tentare di prevenire la tragedia costituita dalla morte infantile, che da sempre deriva dall'omozigote per "Tay-Sachs", associazioni come l'attento osservatore "Dor Yeshorim" (fondata dal Rabbino Joseph Ekstein, che ha perso quattro figli per colpa di quella malattia) si è assunta il compito di impedire ad altri di soffrire la stessa tragedia, testando le giovani coppie per verificare se possono creare il pericolo di condurre a condizioni fatali.
Se entrambi i membri della coppia risultano essere portatori sani di "Tay-Sachs" è pratica comune che la relazione venga interrotta. L'ebraismo, come molte altre religioni, scoraggia l'aborto, a meno che non risulti presente un rischio effettivo per la donna, nel qual caso le sue necessità hanno la precedenza. Lo sforzo compiuto non ha lo scopo di eliminare le caratteristiche ereditarie, ma piuttosto quello di verificarsi l'omozigosi. L'impatto effettivo di questo programma sulle frequenze delle allele rimane sconosciuto, ma un piccolo impatto dovrebbe essere previsto poiché il programma stesso non impone la selezione genetica. Al contrario, incoraggia l'accoppiamento assortativo.